# Udvard
Udvard (szlovákul Dvory nad Žitavou) község Szlovákiában, a Nyitrai kerületben, az Érsekújvári járásban.

## Fekvése
Udvard Érsekújvártól 9 km-re keletre, a Zsitva bal partján fekszik, a Kisalföld északkeleti peremén. A Zsitva ma a falutól 2 km-re nyugatra folyik, jelenlegi medrét 1845-1850 között alakították ki, az Érsekújvár-Párkány vasút építésekor. Korábban a falu nyugati szélén folyt. Baloldali mellékvize a Baromlaki- vagy Danóc-patak, melynek medrét 1942 körül alakították ki. Déli határa közelében folyik a Perbetei-patak (vagy Pónásza), melyen a második világháború után kis tavat duzzasztottak fel.
Közepes tengerszint feletti magassága 122 méter, a község területe 112-161 méteres magasságban fekszik. Udvard területén számos kavicsbányató található, melyeket halastóvá alakítottak át. Két nagyobb összefüggő erdőterület található Udvardon: a községi erdő a vasútállomás közelében (akácos, feketefenyő, erdeifenyő), és a Kereszt-dűlői-erdő (akác, kismértékben tölgy és bükk) a község keleti határán (erdőgazdaság).
A községhez tartozik Újtagpuszta (Nový Diel), mely a vasútvonaltól délre, a Perbetei-patak mentén fekszik, korábban a bajcsi állami gazdaság birtoka volt. Jelentősebb majorságok Udvard területén az Ács-major (Ačov majer), valamint a Fölső-tagi major vagy Praszóháza (Horný Diel). Már nem létező puszták/majorok: Szőke-major; Steiger- vagy Bolyki-major (1960 körül bontották le); Dékány-major (az 1950-es években bontották le); Vadkerti-major, Boncz-major; Paksi-, vagy Paxy-major (az 1970-es években bontották le); Bachl-, vagy Sólyom-major (1968 körül lebontották); Teller-major (az ötvenes években lerombolták). Kisebb lakott helyek még a Lizsica-, az Istenes- és az Árendás-major.
Nyugatról Érsekújvár, északról Zsitvabesenyő, északkeletről Kisbaromlak és Komáromszemere, délkeletről Csúz, délről pedig Bajcs községekkel határos. Udvard a történelmi Komárom vármegye északi szélén, Bars és Nyitra vármegyék határán feküdt, a nyugati és északi községhatár vonala az egykori megyehatárt követi. Délkeleten Csúzzal közös határát az 589-es országút vonala alkotja, melynek helyi elnevezése (Bánya-út) arra utal, hogy a Komáromot a bányavárosokkal összekötő egykori út vonalán halad.
Udvardon keresztülhalad az Érsekújvárt Ipolysággal összekötő 75-ös főút, valamint a Verebély-Ógyalla közötti 511-es út (Komáromi, illetve Besenyei út). A Komáromba vezető utat 1905-ben látták el szilárd burkolattal. Udvardot mellékút köti össze a 4,5 km-re északkeletre fekvő Kisbaromlakkal. A szilárd burkolatú Tölgyesút a Csúzhoz tartozó Szentmiklóspuszta, valamint a perbetei vasútállomás felé teremt összeköttetést. A szövetkezet kis mezőgazdasági repülőteret is épített a Török-domb lábánál.
Vasútállomása (az Érsekújvár-Párkány vonalon) a falutól 3 km-re délre található. Az állomást 1898-ban építették; 1910-ben a nagysurányi, a diószegi és a nagyszombati cukorgyárnak is volt itt rakodója és mázsaháza. A bajcsi uradalom ebben az időben cukorgyár építését tervezte a vasútállomás közelében. Az állomás (mely tehervagonok ki- és berakodására is alkalmas) közelében iparvágány ágazik el a nagytelepi tápszergyártó üzem felé.

## Élővilága

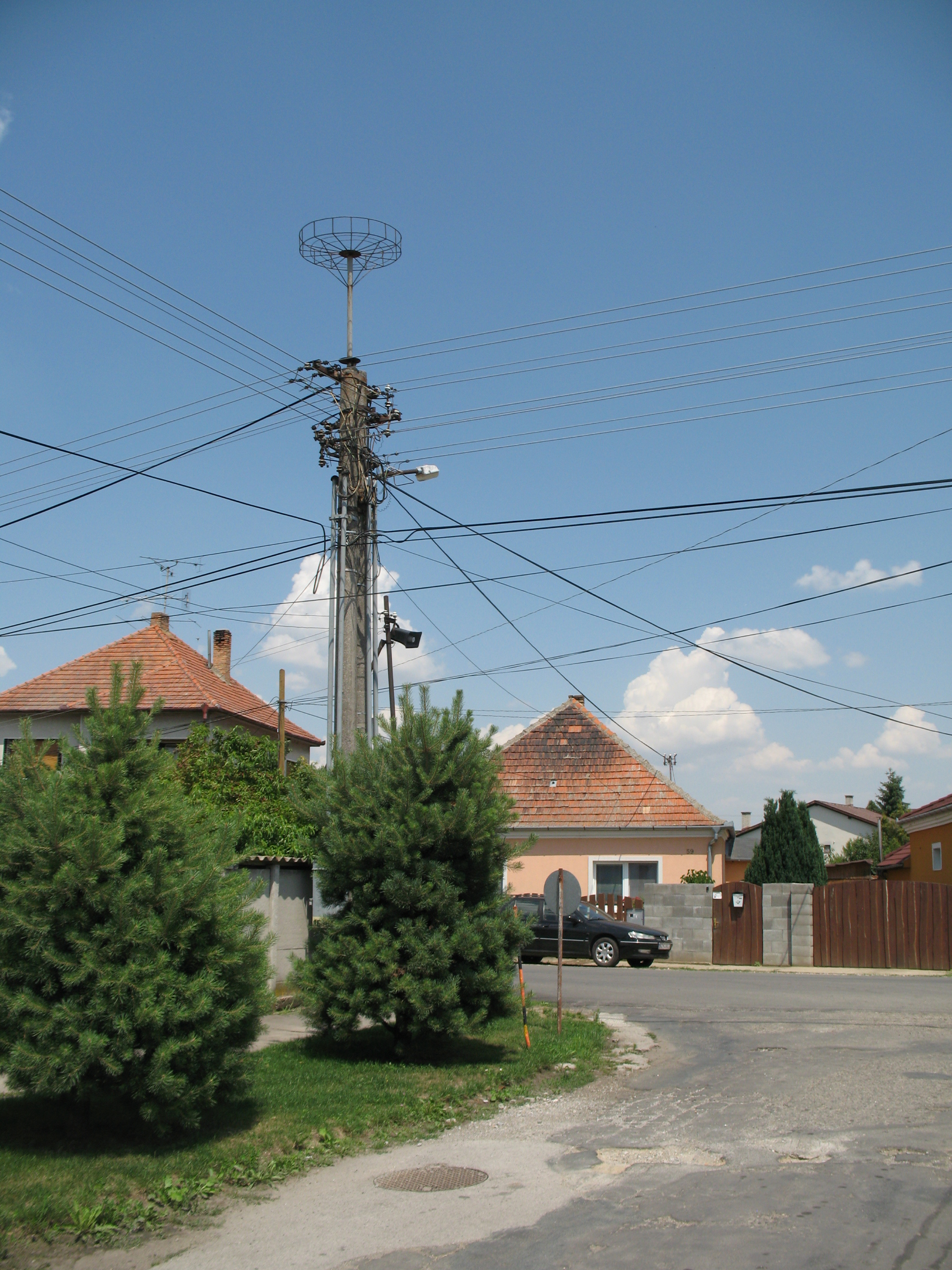
2014
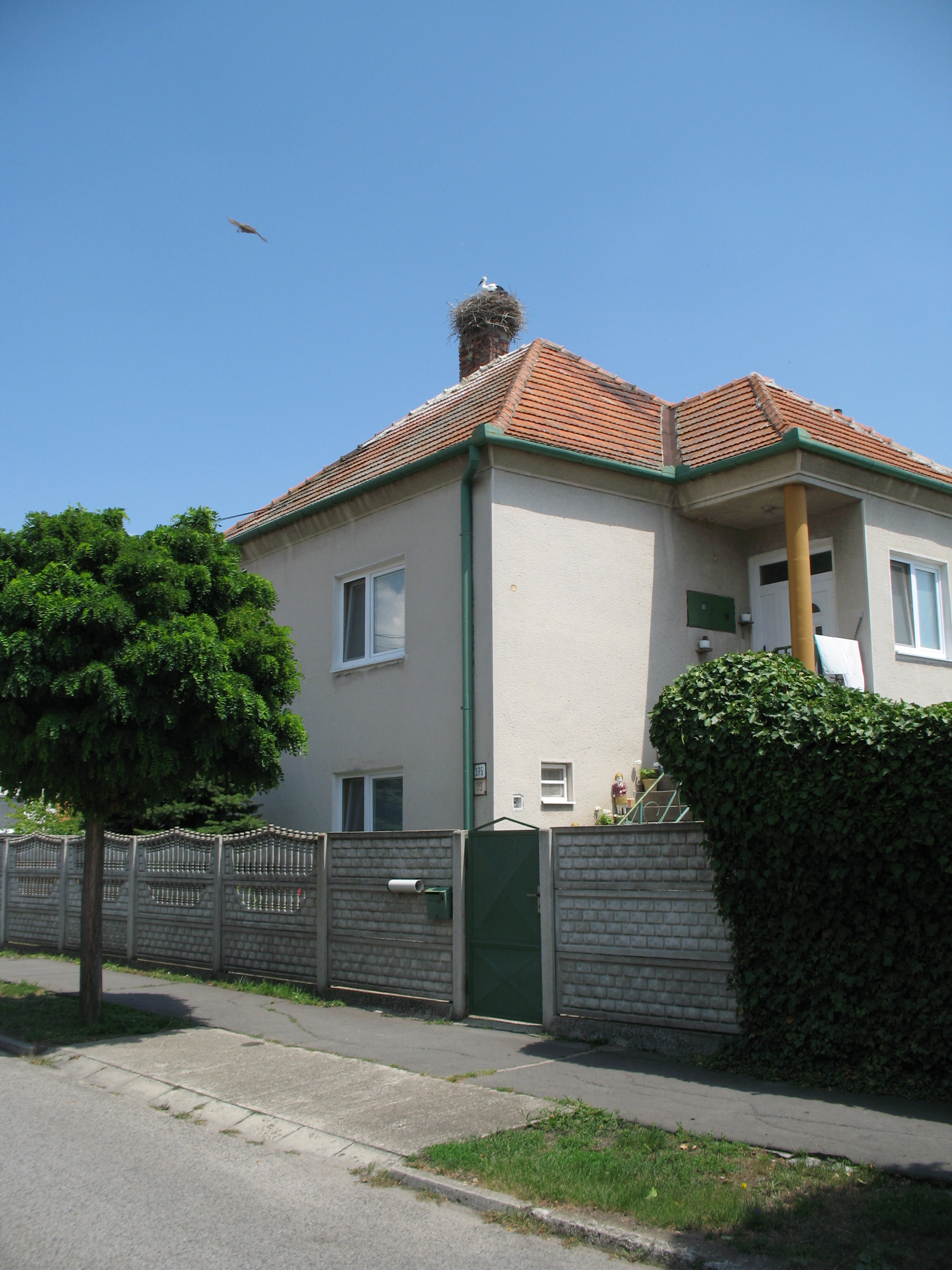
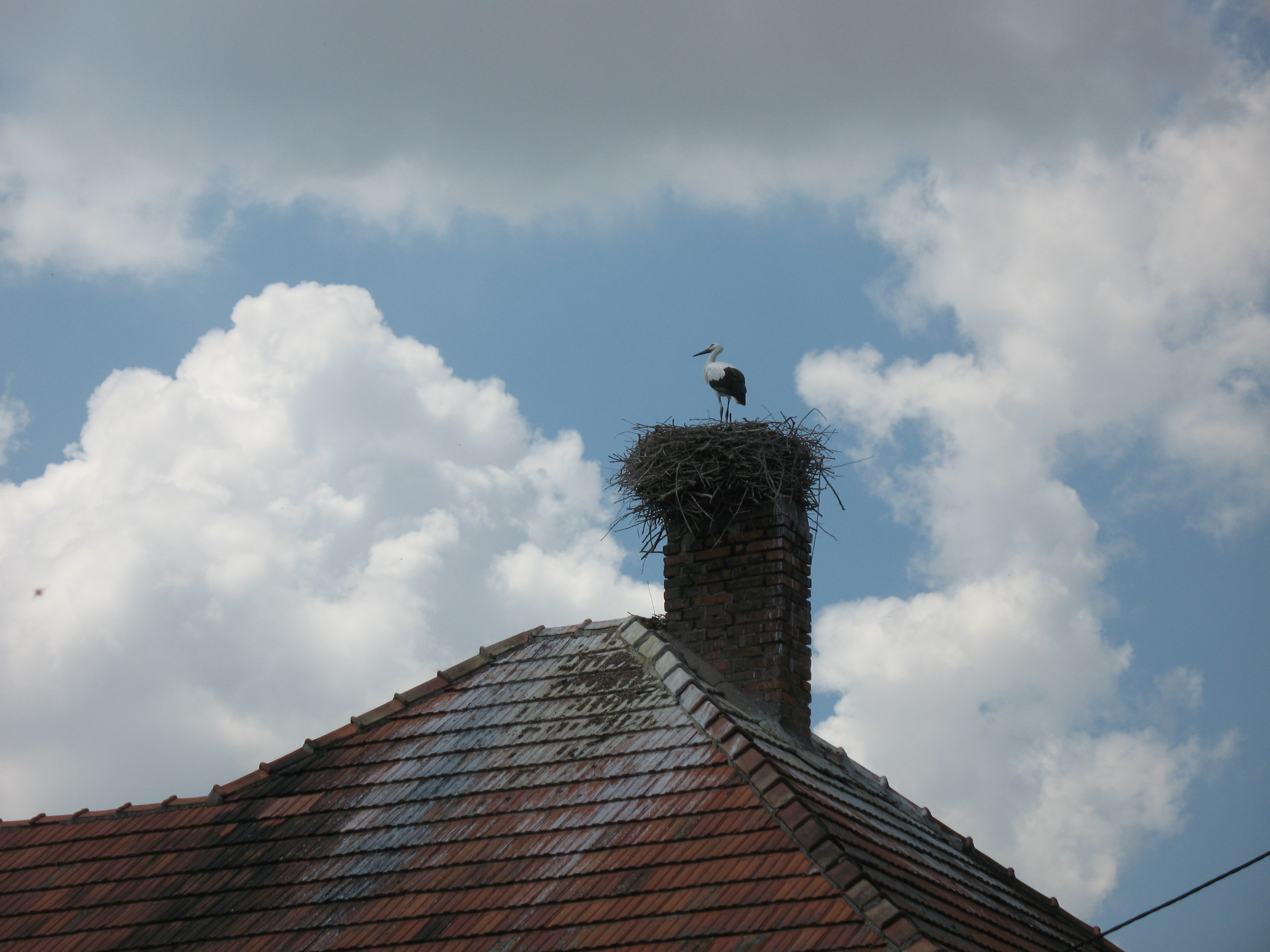
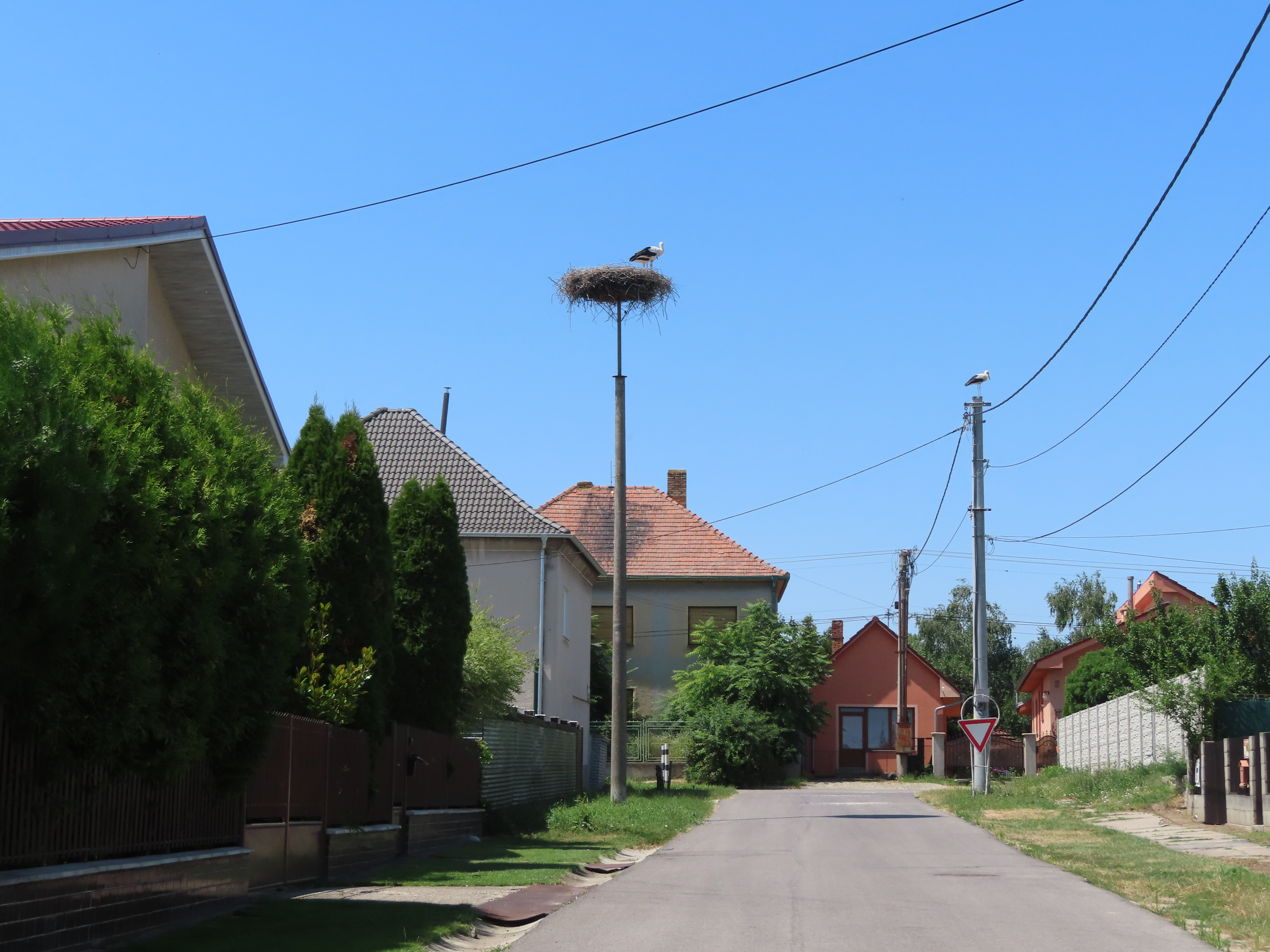
2023
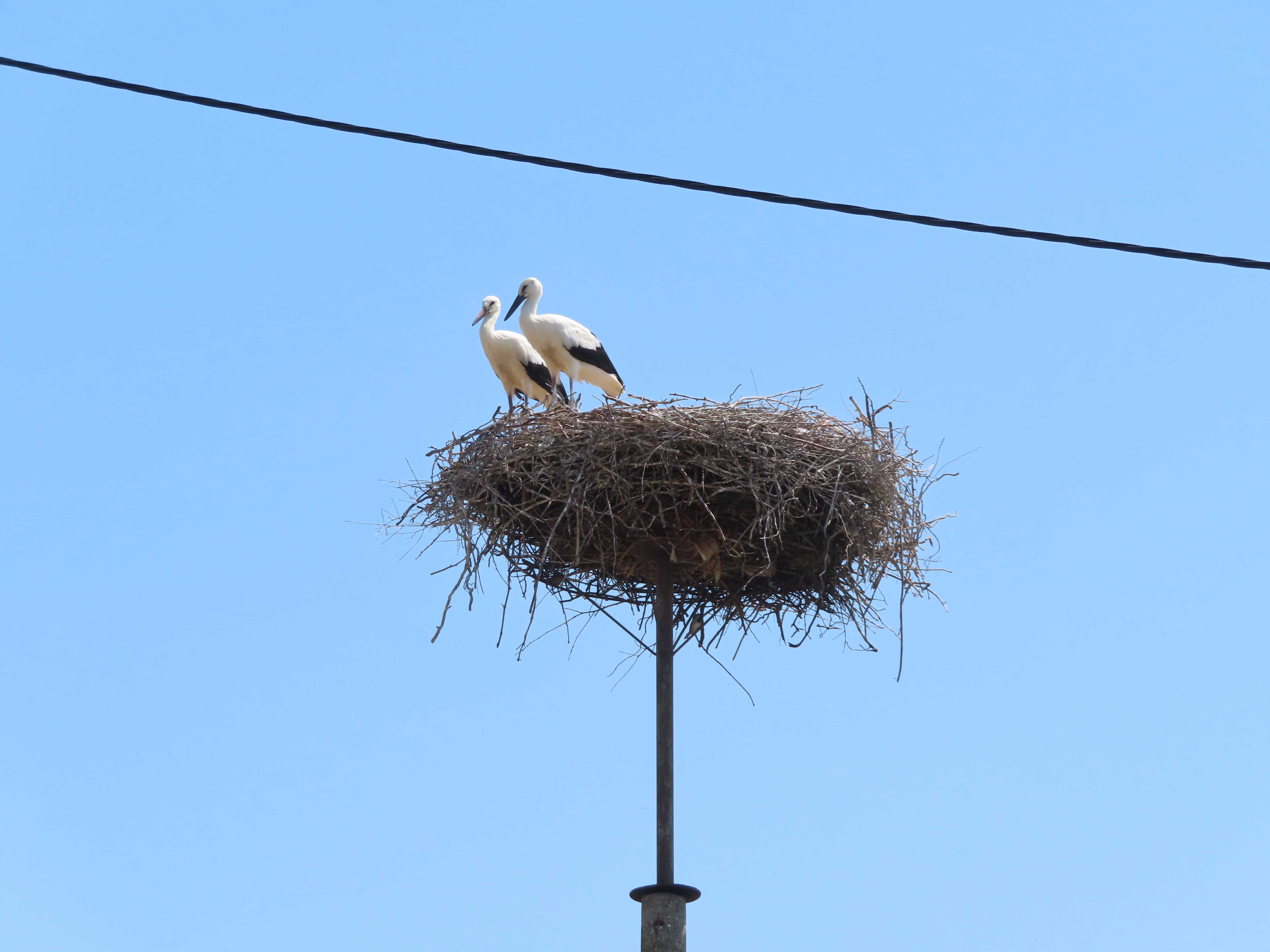

A faluban egy kéményen lévő gólyafészek volt található a Dózsa György utcában, melyet 2017-ben alátétre helyeztek át. 2013-ban 3, 2014-ben egy fióka repült ki. Ezen kívül a Petőfi utca sarkán volt alátét, de 2018-ban eltávolították.

## Története

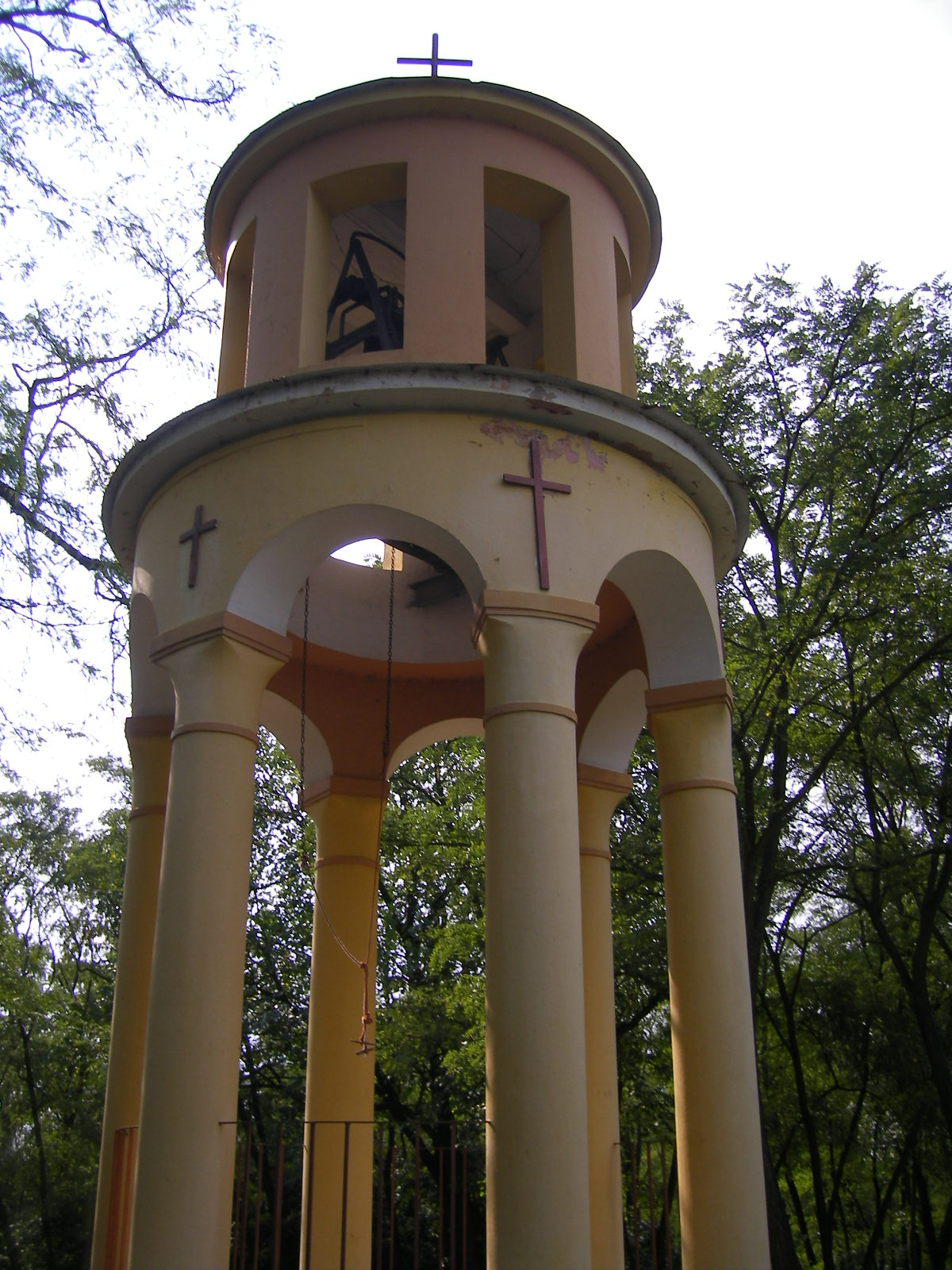
A Kálvária harangtornya a község címerében is szerepel

Udvard vidéke ősidők óta lakott terület, a Góré dűlőnél római castellum nyomait találták meg. A faluban 7.-8. századi avar temető volt, ebből 98 sírt tártak fel. Az Esztergomi út (mely az Ács-majort és a 75-ös főutat köti össze) már az ókorban is létezett.
A faluban már 1075-ben kápolna állt Szent Márton tiszteletére. Ekkoriban királyi birtok volt, melyet a garamszentbenedeki apátságnak ajándékoztak – ez Udvard első írásos említése. 1228-ban itt tört ki Magyarország első jobbágylázadása. 1268-ban Udvardot a vámmal együtt megvette az esztergomi érsekség 200 márkáért. 1307-ben Tamás esztergomi érsek vezetésével egyházi zsinatot tartottak itt, ekkor rendelték el az esti harangszót és Boldogságos Szűz tiszteletére háromszor az Üdvözlégy el imádkozását. A középkorban a falu közelében (valószínűleg a Zsitva gázlójánál) feküdt Huba település, mely később teljesen elpusztult.
Már 1427-ben mezővárosként szerepel a forrásokban. A gyorsan növekedő település 1429. október 2-án városi jogokat kapott, 1441-ben pedig a pallosjogot is elnyerte. 1462-ben Udvard járási székhellyé vált. A törökök 1530-ban és 1533-ban támadták meg először, majd 1550-ben és 1554-ben ismét nagy pusztítást vittek végbe (ez utóbbi támadáskor pusztult el a Szent Márton halmi erődítés és a Szt. Márton kápolna). A török idők emlékét őrzi a falutól keletre emelkedő Török-domb (140 m), melyet a szájhagyomány szerint a törökök sajkáikkal hordtak össze.
1572-ben Udvard tartósan török uralom alá került, ezzel hanyatlásnak indult, temploma is elpusztult. Miután közelében felépült Érsekújvár vára 1580-ban, szinte állandóan harci tevékenység folyt a környékén. Az esztergomi érsekség birtokán 1597-ben végeztek kárfelmérést.
1611-ben a királyi had fegyveresei szálltak meg a faluban. 1615-ben hódolt falu. 1663-ban a törökök innen irányították Érsekújvár ostromát. A lakosságot a fekete himlő (1655, 1678, 1685) is tizedelte. Udvard Érsekújvár visszafoglalásakor, 1685 nyarán szabadult fel a 113 éves török uralom alól. A majtényi fegyverletétel után a környék ura Szász Keresztély Ágost esztergomi érsek lett, aki fekete-erdei német iparos családokat telepített itt le.
1704-ben Sigbert Heister császári főparancsnok felmentette Érsekújvárt és a környező falvakkal együtt Udvardot felégette. Az 1715-ös összeírás szerint Udvardnak mintegy ezer lakosa volt. A 18. század végéről ismert a falu vázlatos térképe.
1848-ban Fényes Elek leírása szerint 3457 lakosa volt. Komárom vármegye leírása című munkájában így ír a faluról: Udvard, igen régi magyar falu a Zsitva vize mellett, 3335 katolikus, 90 református s 32 zsidó lakossal. A falu közepén áll az újabb ízlésű katolikus parochiális szentegyház, azonban a reformátusok is bírnak itt anyaegyházat. Határa 13,500 hold, s merő rúna, sárga és fekete agyag, hellyel közzel homokos, átalában termékeny elsőosztályú szántóföldek, jó rétekkel s középszerű bortermő szőlőskertekkel dicsekedhetik. Erdeje 70 hold tölgyesnél több nincs. Áll 100 és 1/2 régi szabályzatlan telekből, s a lakosok nem úrbér szerint tesznek szolgálatot, hanem terményeikből 1/10-det adnak s egy lelkes gazda 120 posoni mérős földet bír. Az említett telkekből csak 90 adózik, mert 6-ot nemes érseki hűbérnökök bírnak, a fennmaradt rész pedig, vagy a plébániához , vagy a bírósághoz, vagy a hadnagysághoz tartozik. A közmunkabéli összeírás szerint van itt 261 leszállított telek, 355 házas zsellér 37 lakó, 45 kézmívesei közül kovács 4, kollár 2, szabó 6, takács 11 , csizmadia 12, szűcs 4 . varga 5, asztalos 1, s ezek mindnyájan , 11 kontárt kivéve, céhbéliek, s részint az érsekújvári, részint a verebélyi, esztergomi, nagysallói, sellyei céhekhez tartoznak. Földesura 1268-tól fogva az esztergomi érsek. Az udvardiak hajdan királyi szolgák vagy udvarnokok voltak.

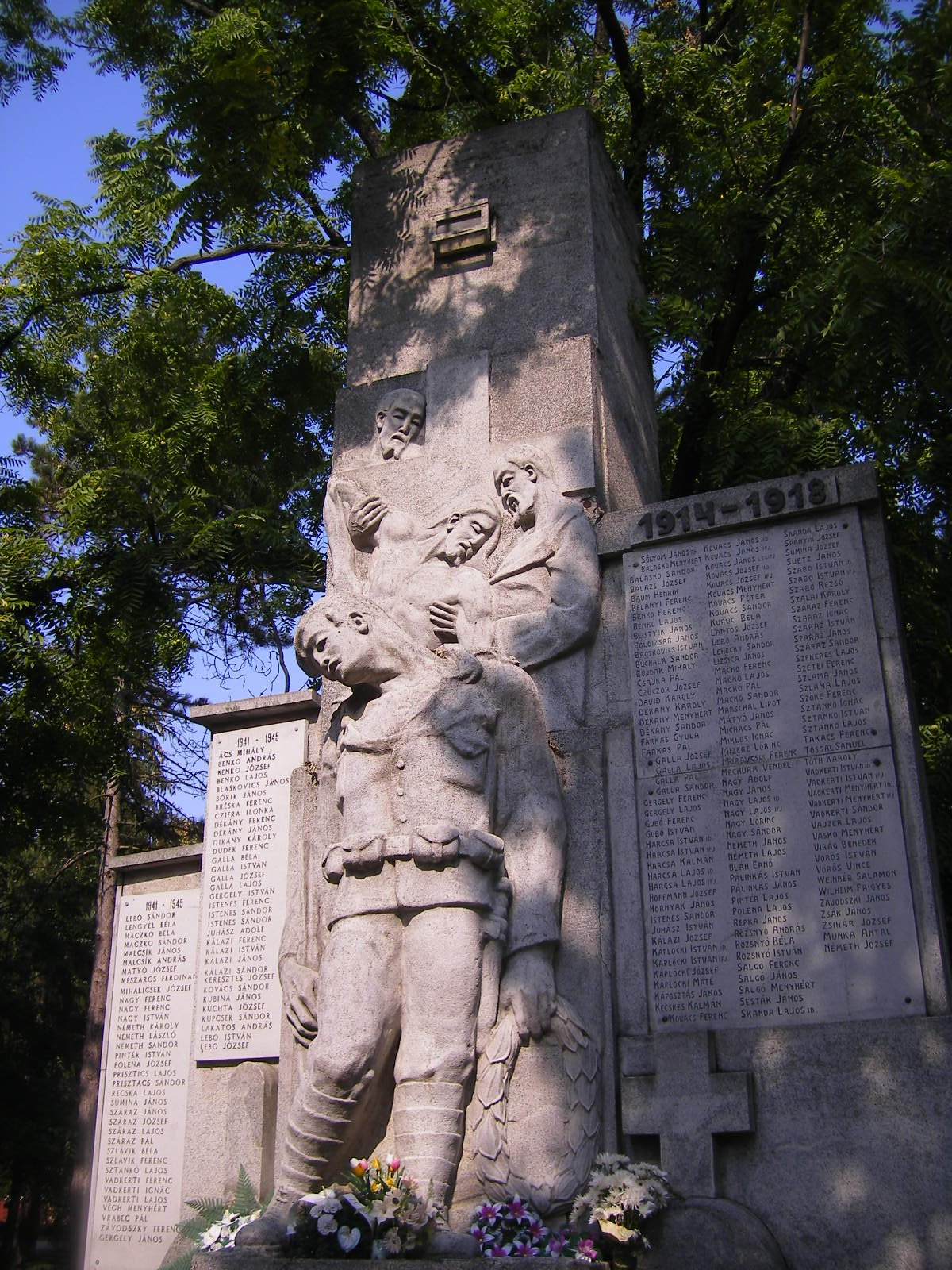
A két világháború áldozatainak emlékműve

Ekkoriban a falu híres volt káposztájáról, de elsősorban szőlő- és bortermeléséről vált ismertté. 1866-ban csaknem az egész szőlőállományt újra kellett telepíteni a fagykár miatt. 1878 után a filoxéra pusztításai miatt 70 évre csaknem teljesen megszűnt a szőlőművelés, később homokos talajon telepítették újjá a szőlő nagy részét.
1878-ban alakult meg a községi tűzoltóegylet, és ekkor építették a tűzoltószertárat is (1990 körül lebontották). 1880-ban Simor János érsek 1000 forintot adományozott iskolaépítésre. Az első világháborúban 138-an estek el a faluból. 1912-ben felépült az első kultúrház (népház), 1916-ban pedig megalakult a fogyasztási szövetkezet. A trianoni békeszerződésig Komárom vármegye Udvardi járásához tartozott.
1919-ben Udvard harcok színhelye volt a cseh legionáriusok és a magyar Vörös Hadsereg katonái között. 1919. június 10-én a megszálló cseh legionisták meggyilkolták a templom déli falánál Wágner Béla és Szokolai István jegyzőt, valamint egy nappal később Kálazi Ferenc és Kálazi Lajos munkásokat.
Udvard 1919-1938 között Csehszlovákiához, 1938-1945 között Magyarországhoz tartozott, ezen belül Nyitra és Pozsony k.e.e. vármegye része.
1922-ben felépült az olvasókör székháza (a mai községháza helyén állt). A képviselő-testület 1930. május 3-ai jegyzőkönyve szerint a falu 4 új marhavásárnapot kapott, így összesen évente hat vásárt rendezhetett. 1933. augusztus 19-én a Forgó utcában kitört tűzvészben többek között a fatelep is leégett. A második világháború frontjain 96 udvardi vesztette életét, 1944-ben pedig a teljes zsidó lakosságot (65 fő) koncentrációs táborba hurcolták. A második világháború frontja 1945. március 28-29-én haladt át Udvardon, a templomtorony is bombatalálatot kapott. Ekkor pusztult el a 19. század elején épült zsidó imaház és iskola is. 1946-1948 között mintegy 1200 udvardi lakost telepítettek ki, helyükre szlovákokat telepítettek be; ekkor vált a korábban kizárólag magyarlakta település vegyes nemzetiségűvé.
1963 januárjában a Zsitva elárasztotta a község északi és nyugati részeit, valamint elsodorta a régi hidat. 1986-ban a faluközpontban felépült a Jednota üzletház.

## Népessége
| Év:            | 1994. | 2004.   | 2014.   | 2024.   |
| -------------- | ----- | ------- | ------- | ------- |
| Emberek száma: | 5030  | 5110    | 5163    | 4979    |
| Eltérés:       |       | +1,59 % | +1,03 % | -3,56 % |

| Év:            | 2023. | 2024.   |
| -------------- | ----- | ------- |
| Emberek száma: | 4947  | 4979    |
| Eltérés:       |       | +0,64 % |

A korábbi csehszlovák demográfiai munkákban előfordult, hogy Udvardot a szlovák nyelvterülethez sorolták, aminek semmiféle alapja nem volt, csupán a szlovák nyelvszigetek természetes összekapcsolását szolgálta a magyarok kimutatásának kárára.
1880-ban 4035 lakosából 3741 magyar és 90 szlovák anyanyelvű volt.
1890-ben 4174 lakosából 4078 magyar és 54 szlovák anyanyelvű volt.
1900-ban 4198 lakosából 4096 magyar és 79 szlovák anyanyelvű volt.
1910-ben 4387 lakosából 4343 magyar és 34 szlovák anyanyelvű volt.
1921-ben 4867 lakosából 4509 magyar és 160 csehszlovák volt.
1930-ban 5245 lakosából 4536 magyar, 510 csehszlovák, 82 zsidó, 5 német, 67 egyéb nemzetiségű és 45 állampolgárság nélküli volt. Ebből 4935 római katolikus, 181 református, 119 izraelita, 5 evangélikus, 2 görög katolikus és 3 egyéb vallású volt.
1941-ben 5397 lakosából 5294 magyar és 51 szlovák volt.
1970-ben 5855 lakosából 4671 magyar és 1171 szlovák volt.
1980-ban 5566 lakosából 4245 magyar és 1288 szlovák volt.
1991-ben 5143 lakosából 3917 magyar és 1159 szlovák volt.
2001-ben 5138 lakosából 3684 (71,70 %) magyar és 1323 (25,75 %) szlovák nemzetiségű volt. A 2001-es népszámláláskor Szlovákia legnépesebb községe volt.
2011-ben 5164 lakosából 3208 (62,12 %) magyar és 1550 (30,01 %) szlovák nemzetiségű volt.
2021-ben 4999 lakosából 2645 (+122) magyar, 1713 (+159) szlovák, 30 (+17) cigány, 1 ruszin, 23 (+4) egyéb, 587 ismeretlen nemzetiségű volt.

## Oktatás, kultúra

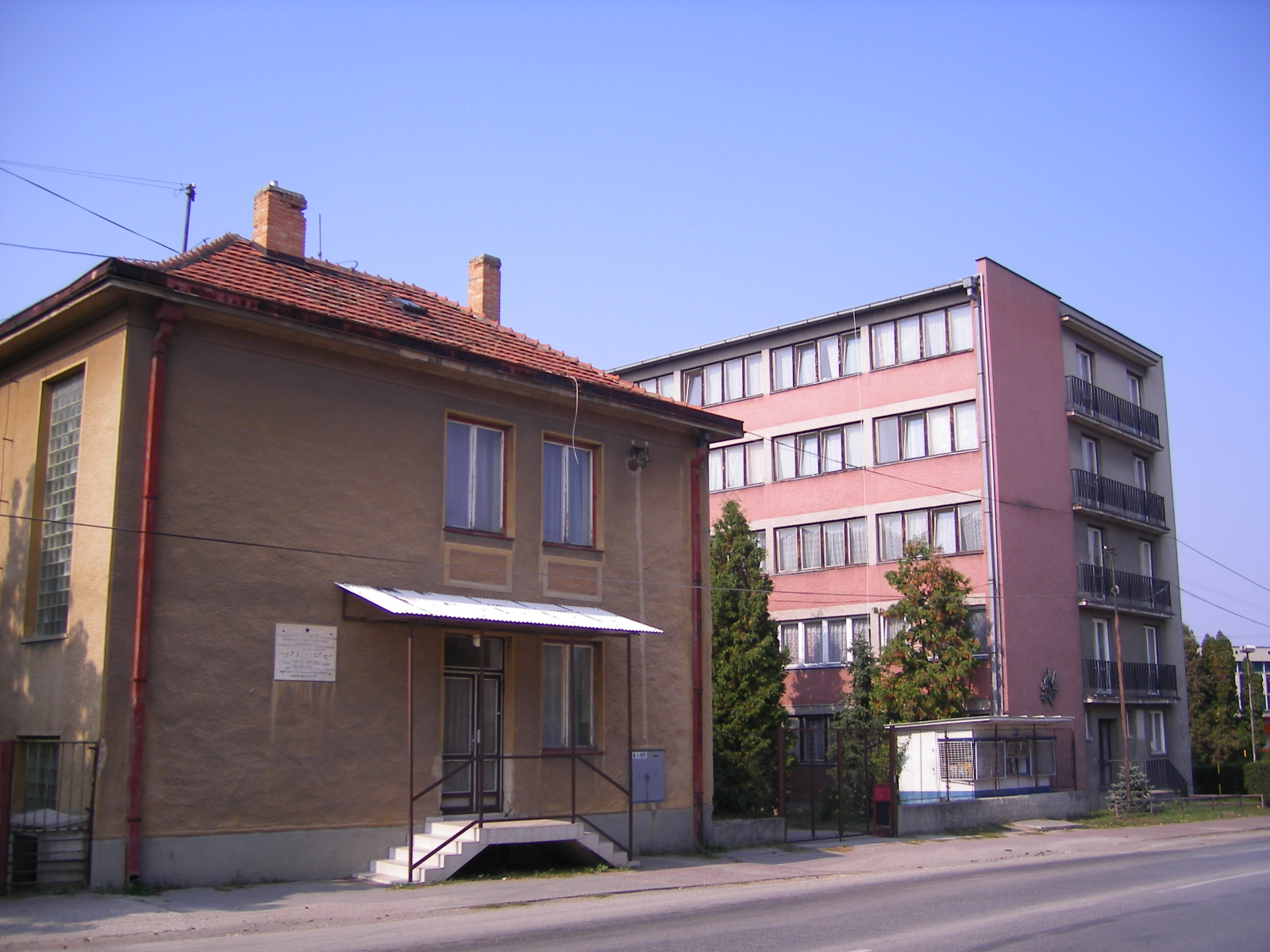
A mezőgazdasági szakközépiskola épülete (előtérben a régi községháza)

- Az egykori Boncz-kastély kertjében épült fel az udvardi alapiskola (magyar és szlovák nyelven egyaránt folyik az oktatás) épülete 1961-ben. Óvoda már 1905 óta működik Udvardon.
- Az egykori községháza helyén épült fel 1970-ben a Mezőgazdasági Szakközépiskola épülete, melyhez kollégium is tartozik. A szakmunkásképző intézet mellett vállalkozói szakközépiskola is működik itt.
- A kultúrház 1968-ban épült az egykori Népház helyén, van itt egy nagy színházterem, klubhelyiségek és konyha is. Színházi előadások, lakodalmak, gyűlések céljára használják.
- A községben számos civil szervezet működik: Kaszap István 28. számú Cserkészcsapat,[18] Gitárklub, Tapsikolók, Vöröskereszt, Harmadrendi Ferencesek.
- A felvidéki magyar helytörténészek ötödik országos összejövetelének helyszíne volt 2001. április 28-án.

## Gazdaság

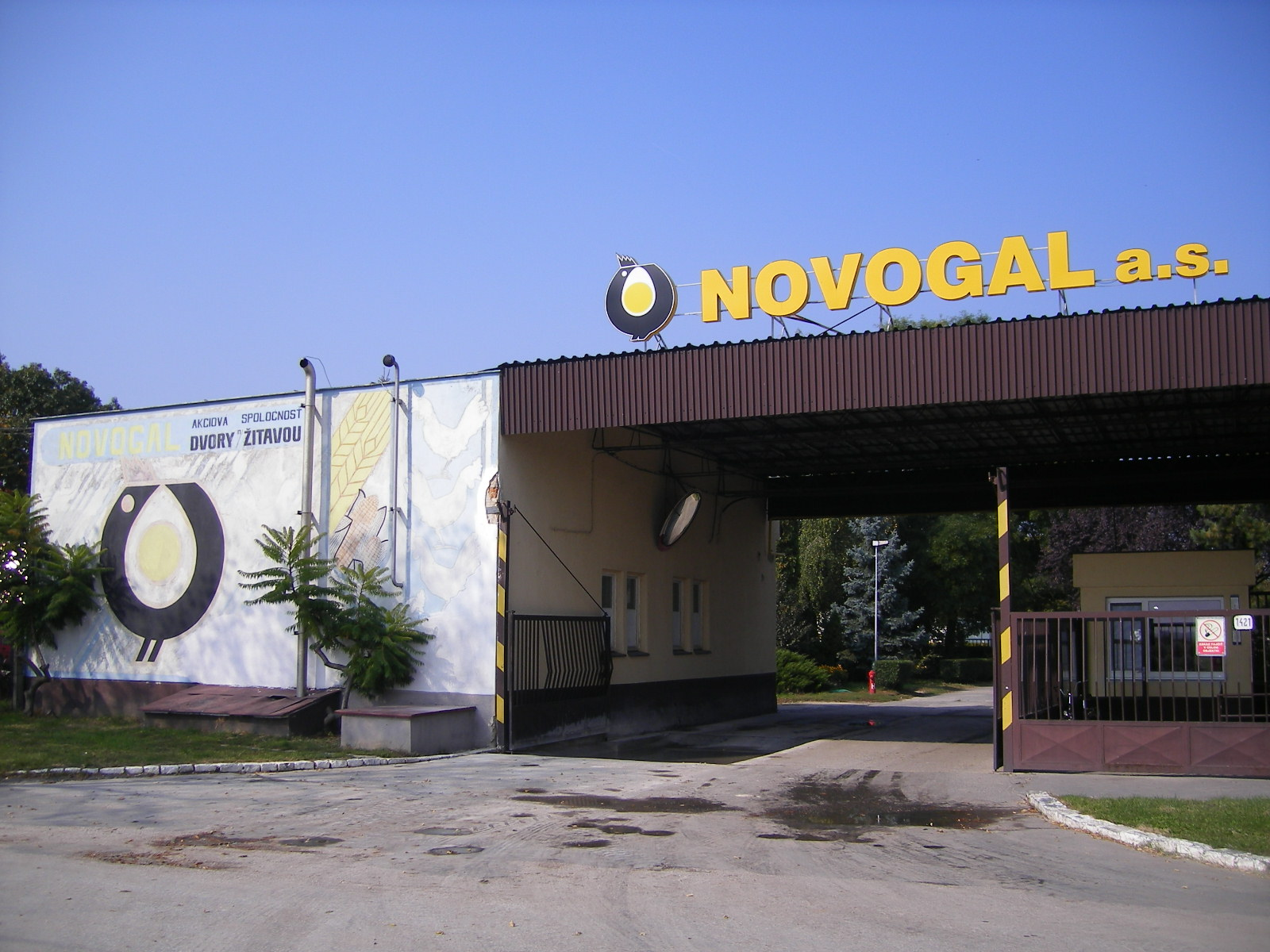
A Novogal Rt. telephelye

A mezőgazdasági szövetkezet 1949-ben alakult, és 1972-ben egyesült a kisbaromlaki szövetkezettel, 1986-ban 5386 hektáron gazdálkodott. Fő telephelye a vasútállomás közelében van (Nagytelep), 1980-ban épült disznótelepén mintegy 8000 hízót tartanak, szarvasmarhatelepe 1200 férőhelyes. A Nagytelep közelében található az Oligo cukorgyár (kukorica feldolgozásával állítanak elő cukrot), a gyümölcsleveket előállító gyümölcsfeldolgozó, az üvegházi kertészet, valamint a silók és a tápszergyártó üzem.
A Novofruct cég fűszerpaprika-szárítással, zöldségszárítással és konzervgyártással foglalkozik. A szárított fűszerpaprikát az érsekújvári üzemben őrlik meg. A Novogal Rt. nagy csirketelepet működtet a községben (az 1960-ban létesült tyúkfarm fő profilja a tojástermelés).
Udvard híres szőlőtermesztéséről, a legkiterjedtebb szőlők a falutól északkeletre levő szőlőhegyen találhatóak. 1950 után a szövetkezetesítés és a tagosítás során a régi szőlők nagy részét beszántották és új telepítéseket végeztek a baromlaki út mentén. A szőlőhegy újratelepítését 1971 után végezte el a szövetkezet, 1983-1986-ban korszerű pincegazdaságot is létesítettek itt.
A vasúttól délre eső területen, valamint a falutól északkeletre kiterjedt gyümölcsösök találhatóak (alma, cseresznye, barack, szilva). Előbbi terület az OVD (Ovocinárske družstvo) gazdasághoz tartozik, mely összesen 177 hektár területen gazdálkodik (ebből 115 hektár almáskert). Korábban többen foglalkoztak selyemhernyó-tenyésztéssel Udvardon, az újvári utat az 1940-es évekig eperfák szegélyezték.
Geotermális kútját 1980-ban létesítették. A másodpercenkénti 7,2 liter vízhozamú, 62 °C hőmérsékletű termálvíz hasznosításának tervezete azonban csak 2008-ban fogalmazódott meg.

## Nevezetességek

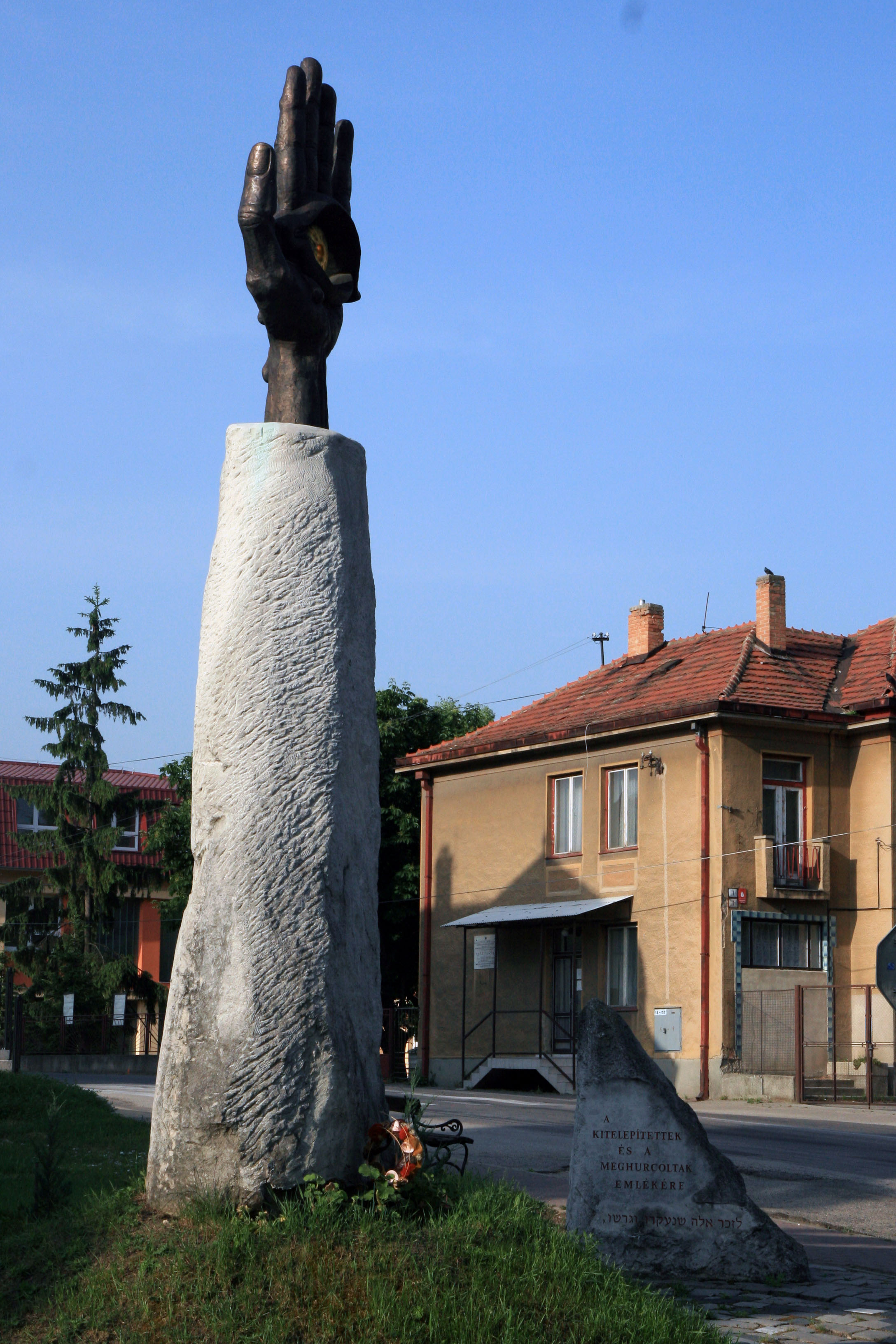
A kitelepítettek és meghurcoltak emlékműve

- Szent Adalbertnek szentelt katolikus templomát mai formájában 1754-1776 között építették. Valószínűleg már a 11. században létesült itt templom. Később a tatárjárás illetve a török pusztítás során elpusztult, de mindig újjáépítették. Az új templomot 1608-ban a helyi protestánsok elfoglalták, de a törökök 1647-ben visszaadták a katolikusoknak. 1685-ben súlyos károkat szenvedett. 1754-ben kezdték el újjáépítését, a tornyot 1769-ben, a templomot 1776-ban szentelték fel. Oltárképe 1777-ben készült, értékes (főként barokk) berendezéséhez tartozik Szt. Adalbert fából faragott szobra, a rokokó szószék és az 1760-ból származó áldozókehely. Támpilléreit 1908-ban építették.
- A Református templom homlokzatán az 1880-as évszám látható.
- A falutól nyugatra, a Zsitva fölé emelkedő Szent Márton halmon fekszik a híres búcsújáróhely, a Kálvária. Itt már a 11. században kápolnát létesítettek, később királyi tulajdonban levő kúria és kolostor is létesült (romjai még a 19. században is megvoltak), mely 1554-ben pusztult el. Az egykori kúria helyén Majthényi Adolf udvardi plébános kezdeményezésére, 5 évi építkezés után 1860-ban avatták fel a Kálváriát, mely hamarosan búcsújáróhely lett.

- Az első világháborúban elesett udvardiak emlékművét 1937. május 17-én avatták fel a templomkertben. A második világháborúban megsérült emlékművet 1948-ban kijavították. Később a második világháborúban elesett, valamint koncentrációs táborba hurcolt udvardiak névsorát is elhelyezték rajta.
- A községi hivatal nagytermét Mester Péter festő alkotásai díszítik. A Főtéren álló, a községi könyvtárnak és rendőrségnek is otthont adó épület 1994-ben épült, homlokzatán Udvard címere látható, előtte pedig 1996-ban kis szökőkutat alakítottak ki, melybe beépítették a sokáig a Polena fűszerüzlet előtt fekvő régi malomkövet is.
- A kitelepítettek és meghurcoltak emlékművét, Lebo Ferenc szobrászművész alkotását, 1996 szeptemberében avatták fel. A magas oszlop tetején nyitott tenyér látható, benne egy emberi szem. Az emlékmű körüli kőkockákkal kirakott járdában márványtáblákon azon települések (64) nevei olvashatóak, ahová udvardi lakosokat telepítettek ki. Az alkotás a benesi dekrétumok következtében 1946 és 1948 között kitelepített illetve meghurcolt 160 udvardi magyarnak állít emléket. A szoboravató-ünnepélyen beszédet mondott Dobos László író, a Magyarok Világszövetségének alelnöke.
- A plébánia 1761-ből származó épületét 1916-ban restaurálták.
- Az egykori Boncz-kúria épülete ma különféle üzleteknek ad otthont.
- Az egykori Schwarz-kúria ma panzióként működik (Zsitva panzió).
- A katolikus templom melletti parkban áll Wágner Béla és Szokolai István emlékműve, valamint Esterházy János emlékkopjafája.
- A régi községháza (1966-1994 között) épülete ma a szakközépiskolához tartozik. Falán helyezték el a felszabadulási emléktáblát.
- Az udvardi fogyasztási szövetkezet székháza 1934-ben épült.
- A régi gőzmalom 1906-ban épült a róla elnevezett téren; 1911 októberében kiégett, csak a falai és a gépház maradtak meg. 1936-tól villanymeghajtással üzemelt.
- A falumúzeumot 2009-ben nyitották meg.[20]

### Szakrális emlékek

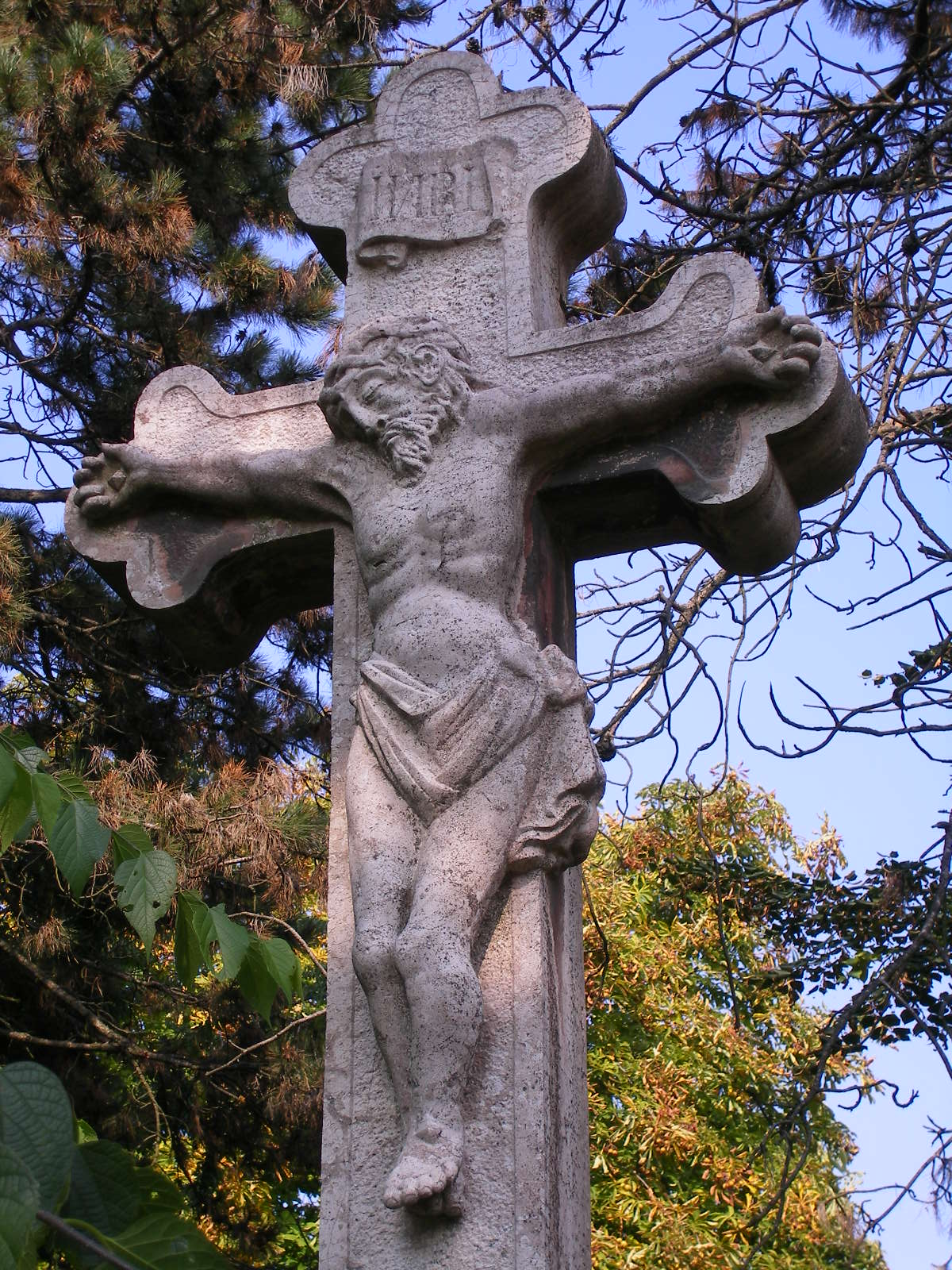
A templom mellett álló feszület

- A Szent Orbán-kápolna az udvardi szőlőhegyen található, a szőlőtermelők védőszentjének szentelték. 1760-ban állították fel, tornyában harang van, bent kis oltár és szentképek. Bár 1945-ben kirabolták, 1975-ben pedig villámcsapás érte, mindig helyreállították. Egészen 1943-ig minden Orbán-napkor (május 25.) körmenet indult a kápolnához. Belső falában 1931-ben emelt kőtábla található.
- Szent Flórián 1855-ből származó szobra a templomkertben található (az útkereszteződésből helyezték át ide 1971-ben).
- A katolikus templom bejárata előtt áll a Szentháromság-szobor (Horváth Józsefné állíttatta 1899-ben), valamint a Szent Család-szoborcsoport (Repka József alapítványa 1901-ből).
- Szent Vendel oszlopon álló szobra 1771-ben készült, egy kis halmon áll a Vendel-téren.
- Az Őrangyal-temető bejáratánál, a Malom-téren álló Őrangyal-szobrot 1850-ben állíttatta Fekete István és Dubrovay Mária.
- Nepomuki Szent János szobra a Kálváriához vezető bekötőút mellett áll. 1794-ben emelték, 1859-ben felújították; ekkor került jelenlegi helyére.
- A község területén számos kereszt található:
  - A faluközpontban, a katolikus templom melletti parkban álló feszület valószínűleg eredetileg a templom melletti temetőben állhatott;
  - Az Újvári kereszt Érsekújvár és Udvard határán áll, az országút közelében. Vörösmészkőből készült, felirata olvashatatlan;
  - A Bessenyei-keresztet 1950 körül állíttatta Maczko Ferenc és neje, Kecskés Melánia;
  - A Baromlaki-kereszt felirat nélküli, műkő kereszt, Udvard és Kisbaromlak határán áll, az út mellett;
  - A Szőlőhegyi-kereszt eredetileg fából készült, de elkorhadt, ezért 1993-ban betonból öntötték ki;
  - A Hornyák-keresztet 1890-ben újíttatta meg Pintér Sándor. A vörös mészkőből készült keresztnél nagyjából 1950-ig búzaszentelő szertartásokat végeztek.

### Temetők és síremlékek
Fő szócikk: Udvardi temetők és síremlékek
A jelenlegi köztemető a Baromlaki úton található, 1977-ben nyitották meg. Korábbi temetkezési helyek voltak: Templomkert, Szent József temető, Szent Anna temető, Őrangyala temető, Református temető, Zsidó temető.

## Testvérközségek
- Kocsér
- Vértesszőlős

## Híres udvardiak

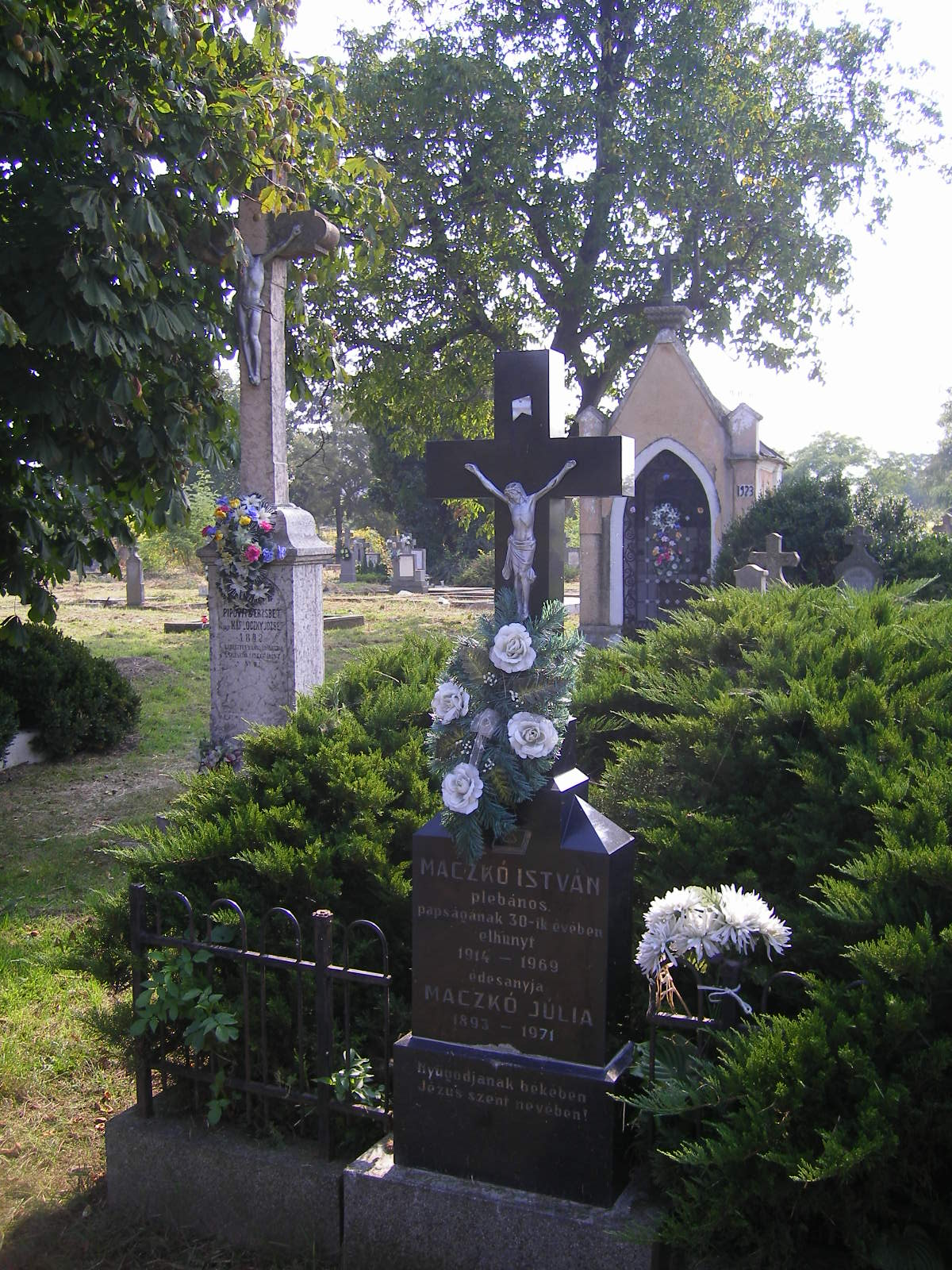
Maczkó István plébános sírhelye

- Itt született 1795. január 18-án Podhraczky József történetíró.
- Itt született 1828. május 25-én Salgó János római katolikus alesperes-plébános, műfordító.
- Itt született 1880. június 19-én Istenes Károly magyar gyógypedagógus.
- Itt született 1888. szeptember 23-án Galla Ferenc magyar római katolikus pap, egyháztörténész, pápai prelátus.
- Itt született 1892-ben Pintér Béla magyar gazdálkodó, nemzetiségi politikus, 1939 után budapesti parlamenti képviselő.
- Itt született 1914-ben Maczkó István plébános.[21]
- Itt született 1916-ban Wojatsek Károly nyelvész, történész.
- Itt született 1919. december 31-én Kálazi József. Apja szegényparaszt volt. Négy polgárit végzett, majd 1934-től segédmunkás, 1939-től órabéres fűtő a MÁV-nál. 1940-től katonai szolgálatot teljesített. 1945-ben jött Magyarországra, alkalmi munkás, majd 1947-től a Budapesti Bútorszövetgyárban segédmunkás volt. 1949-ben lett hivatásos katona lett. Elvégezte a Zrínyi Miklós Katonai Akadémiát. Különböző katonai beosztásokat töltött be, 7 évig hadosztály törzsfőnök, majd parancsnok, 1961-től az 5. hadsereg törzsfőnöke, majd parancsnoka volt. 1973-ban kinevezték a honvédelmi miniszter helyettesévé, egyben a Magyar Néphadsereg személyügyi főcsoportfőnöke lett. Beosztásából 1976-ban mentették fel. 1948-tól tagja a Magyar Dolgozók Pártjának, majd belépett az MSZMP-be. 1967. március 19. és 1975. április 11. között Fejér megye 6. számú egyéni választókerületében országgyűlési képviselő volt.
- Szabó János (1872-1928) kántortanító, 1896-tól haláláig tanított a községben, a régi iskola falán 1969-ben elhelyezett emléktábla őrzi emlékét.
- Kesselőkeői Majthényi Adolf egykori udvardi alesperes és plébános, a kálvária építtetője.
- Angyal Miklós helytörténész Udvard nevezetességei című munkájában írta meg a község monográfiáját. Munkásságát 1996-ban Udvard község címerének aranyfokozatával tisztelték meg.
- Itt szolgált Ürményi Péter (1768-1839) fölszentelt püspök.
- Itt szolgált Szabó József (1805-1884) fölszentelt püspök.
- Itt szolgált Balázsi Gergely (1811-1889) szentszéki jegyző, esperes, plébános.
- Itt szolgált Ott Ádám (1843-1920) plébános, egyházjogi doktor.
- Itt szolgált Gyárfás István Tihamér (1863-1916) pap, tanár, művészettörténész.
- Itt szolgált Thain János (1870–1930 után) tanító, iskolaigazgató, kántor, anyakönyvvezető.
- Itt szolgált Elek Lajos (1921-2007) plébános.

## Képtár

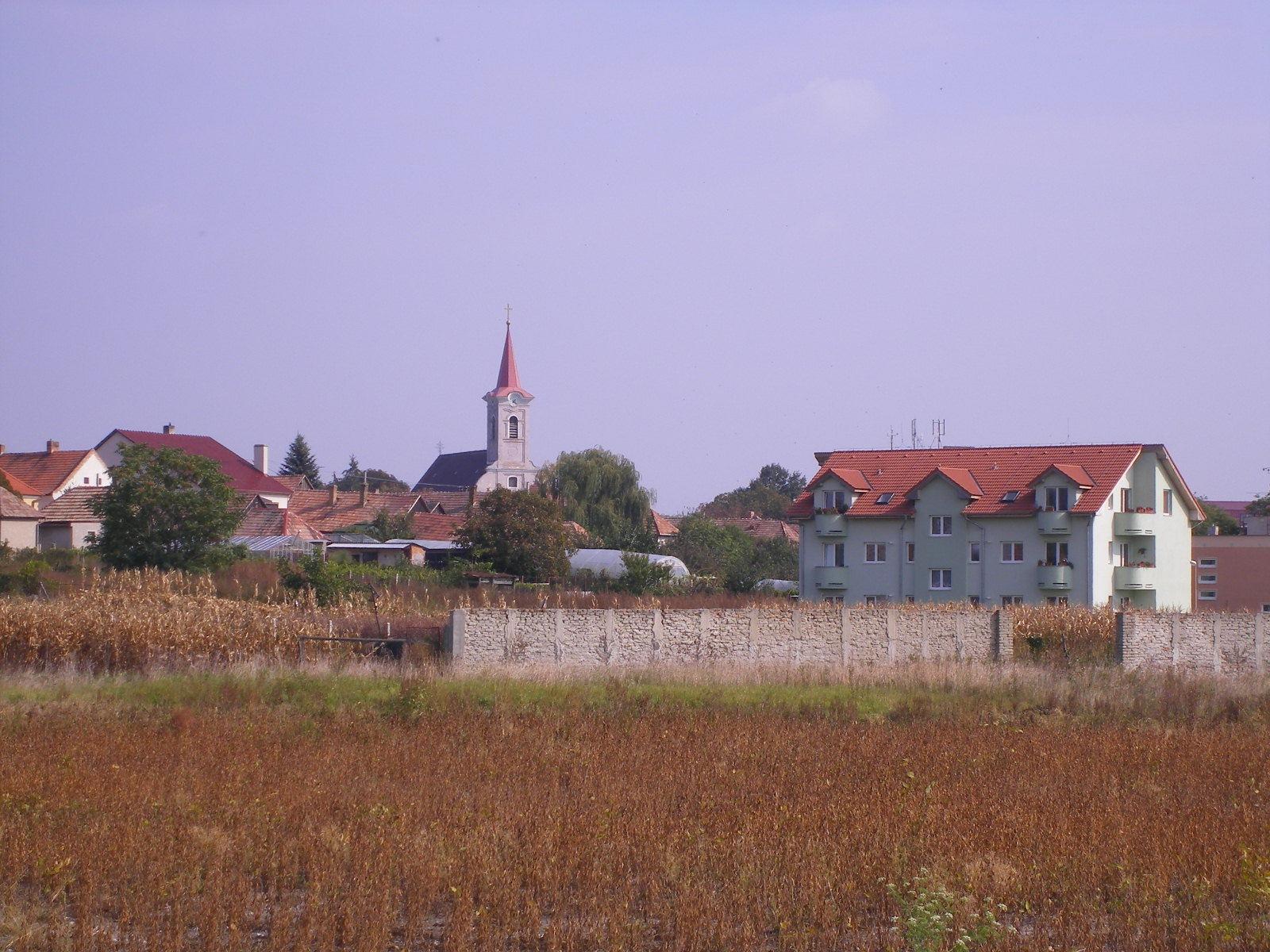
Udvard látképe a Kálváriáról
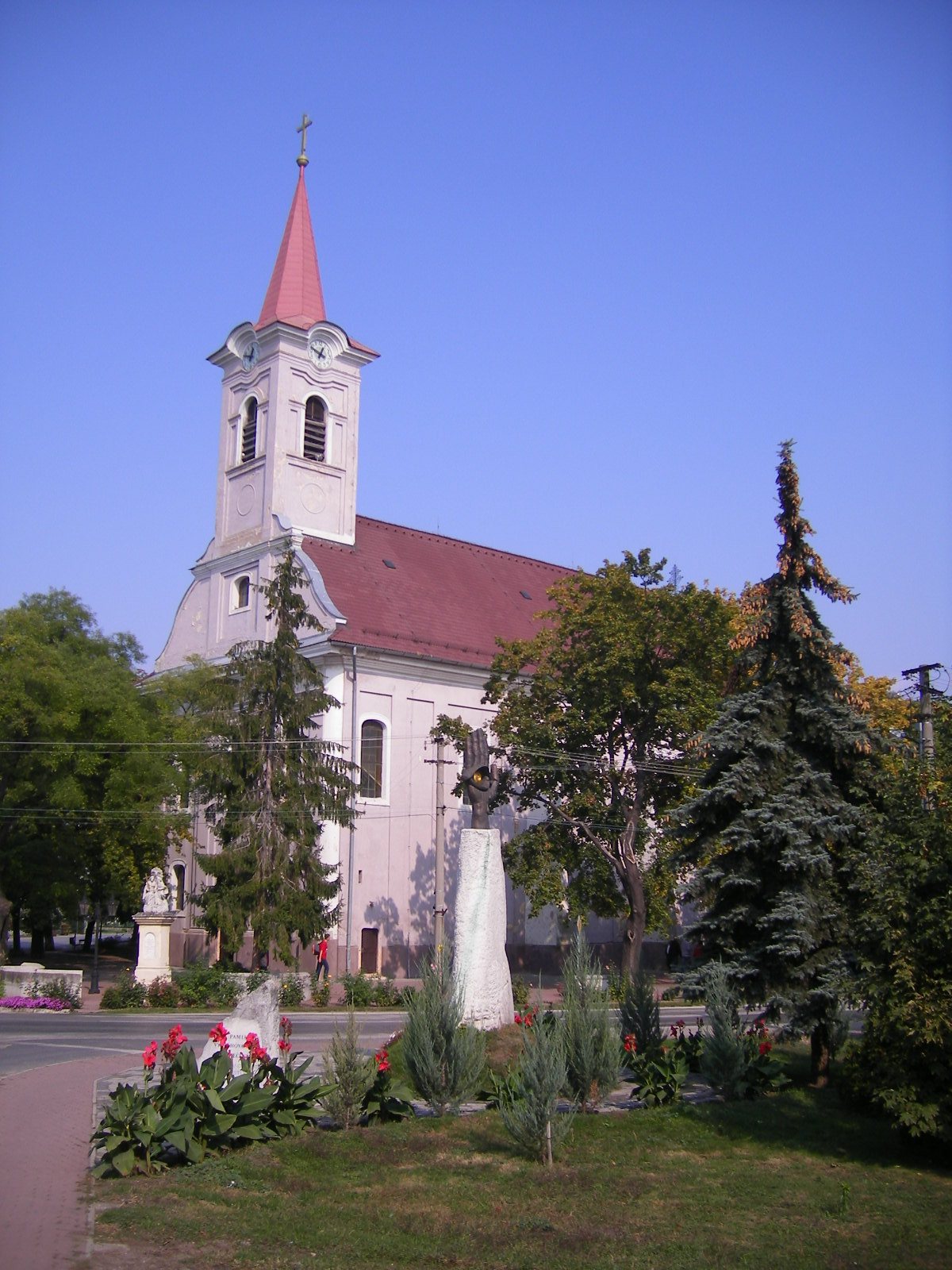
A katolikus templom
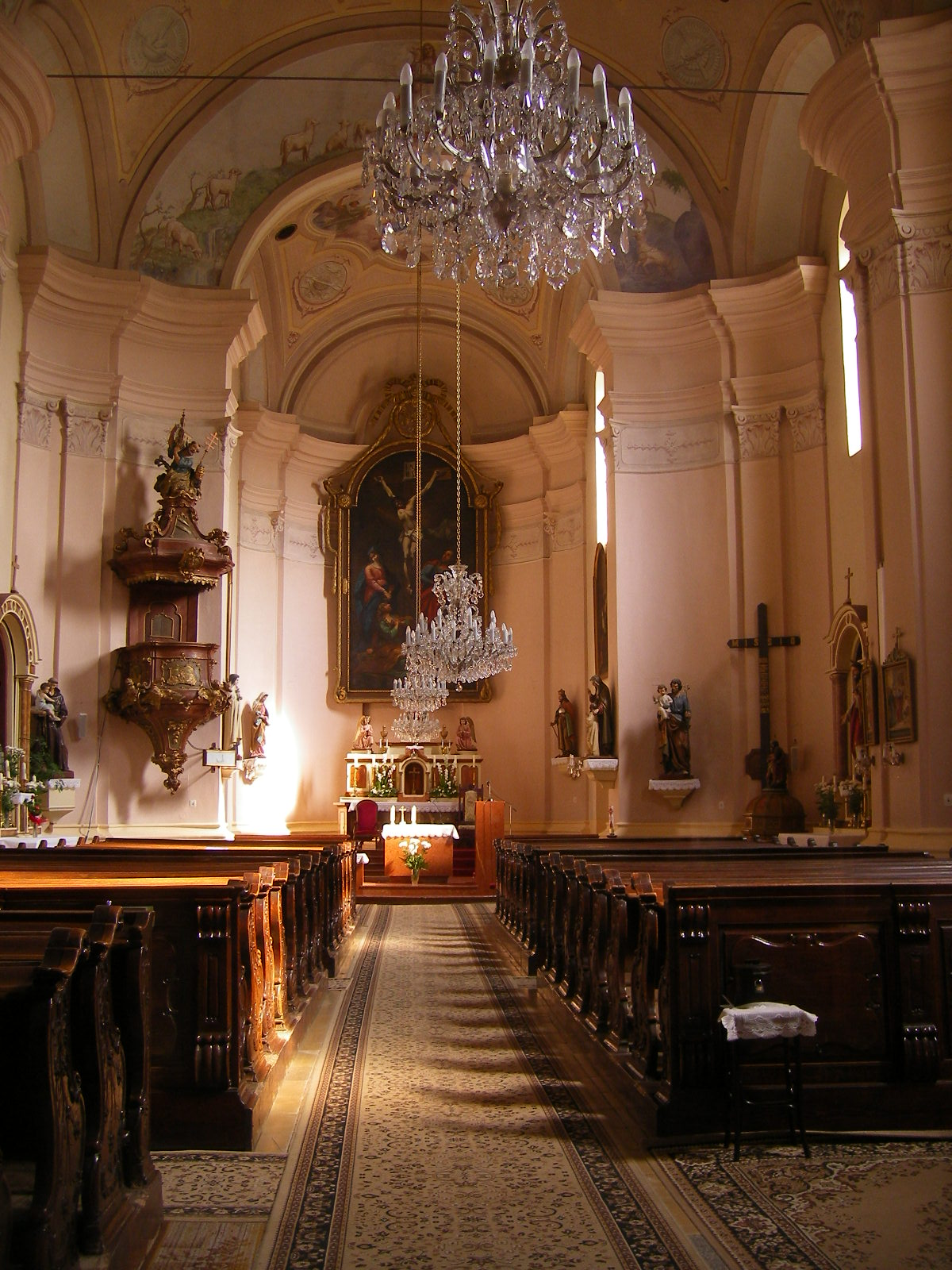
A katolikus templomban
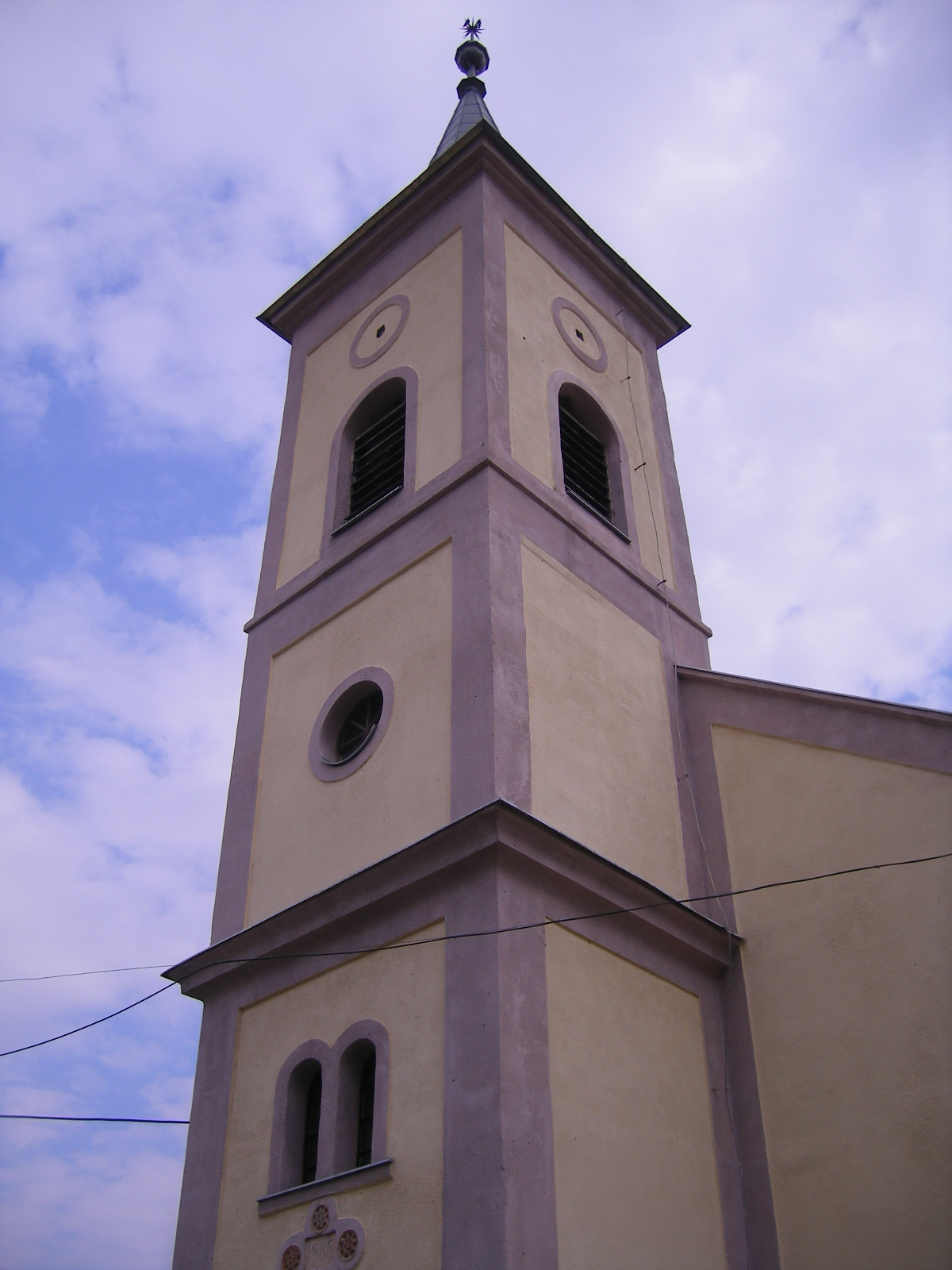
A református templom
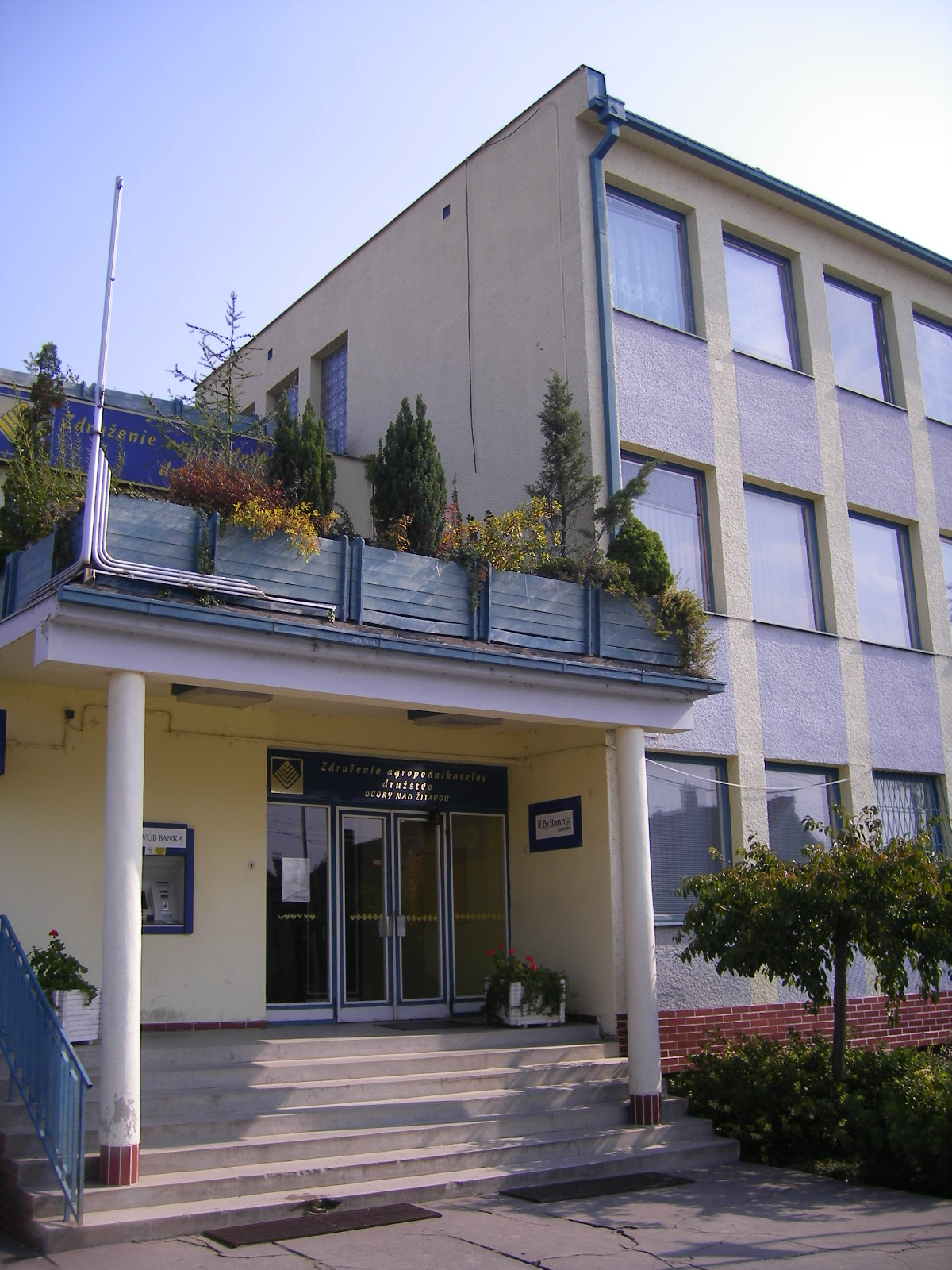
A mezőgazdasági szövetkezet székháza
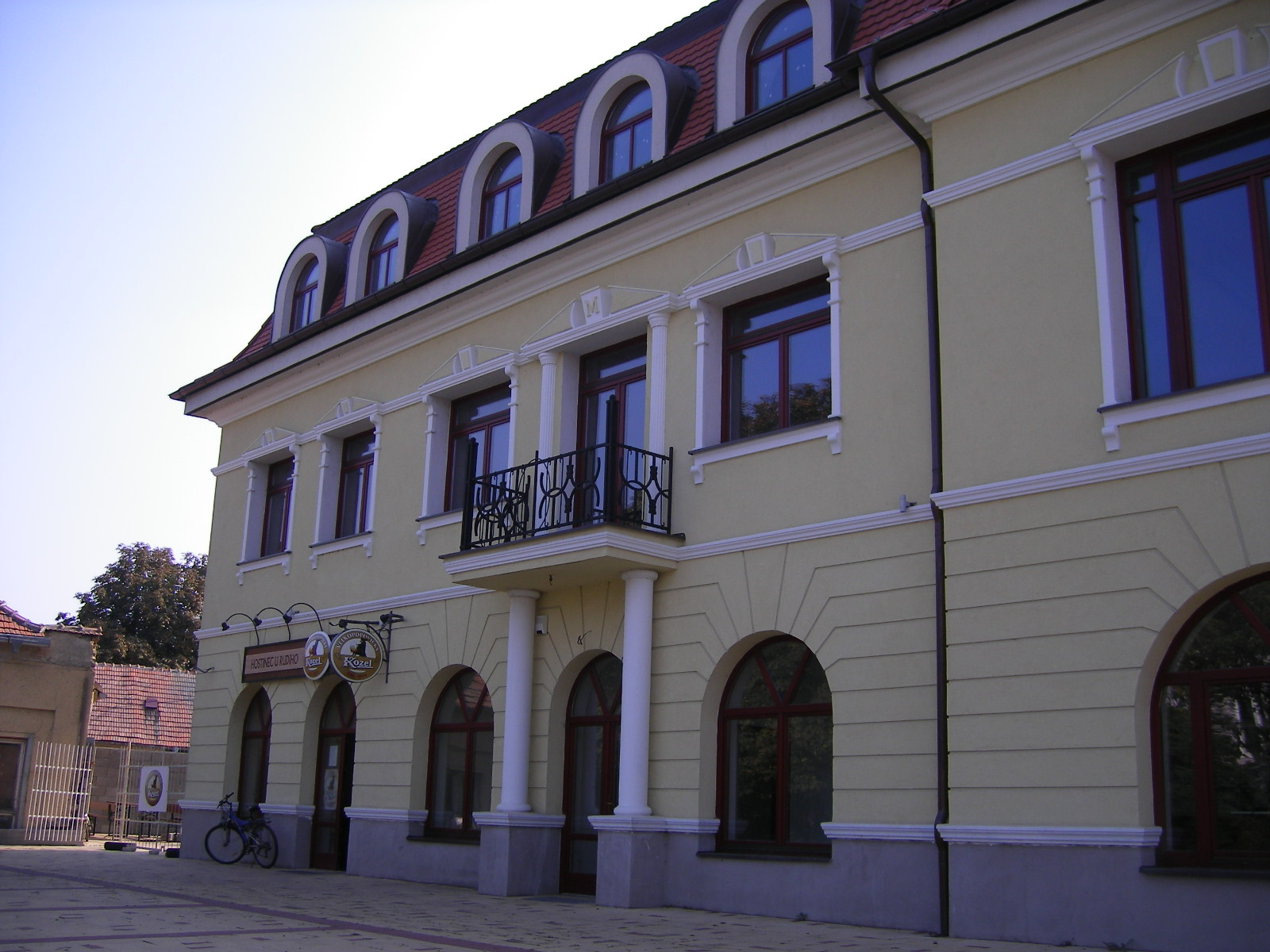
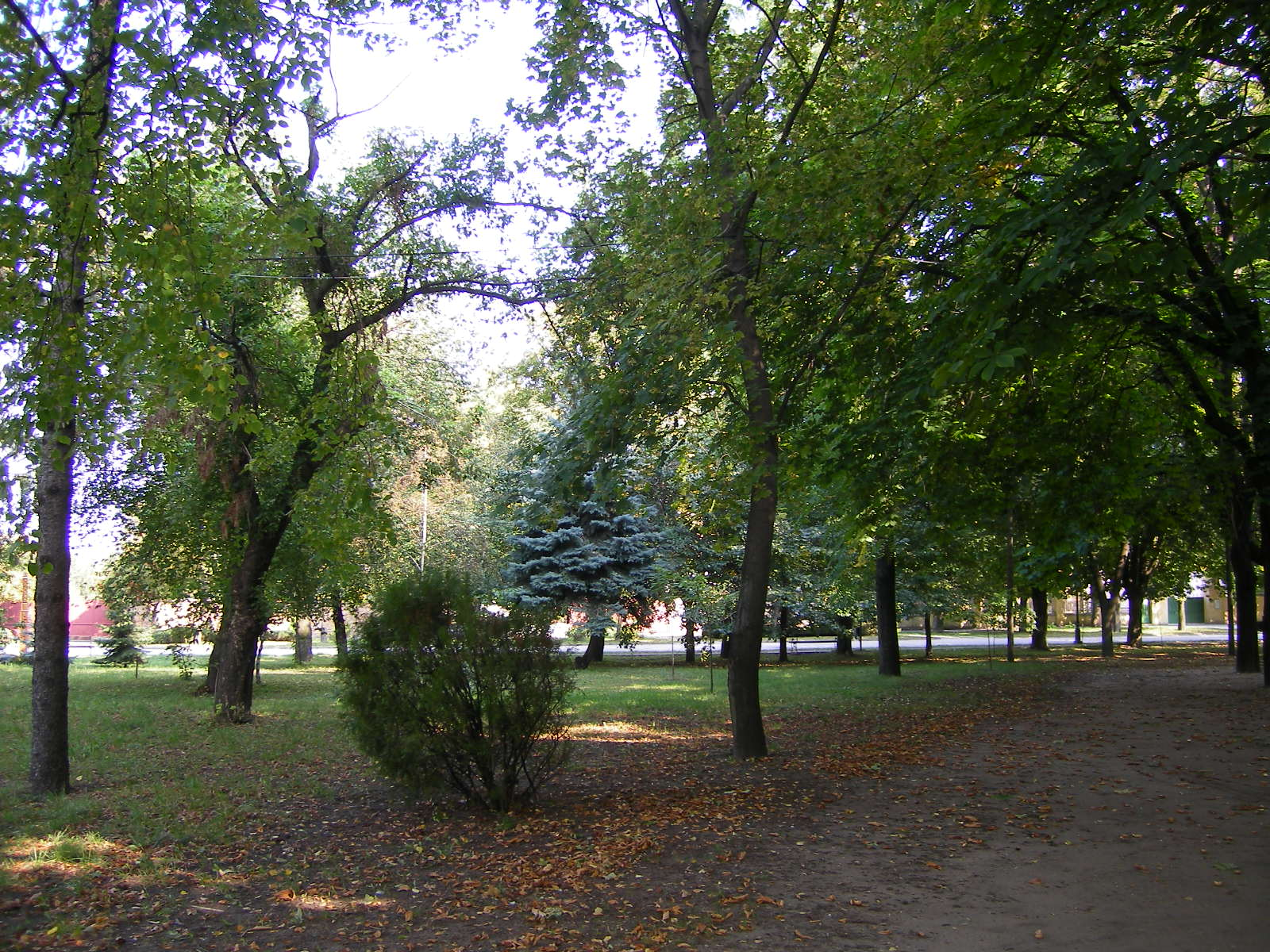
Park a faluközpontban
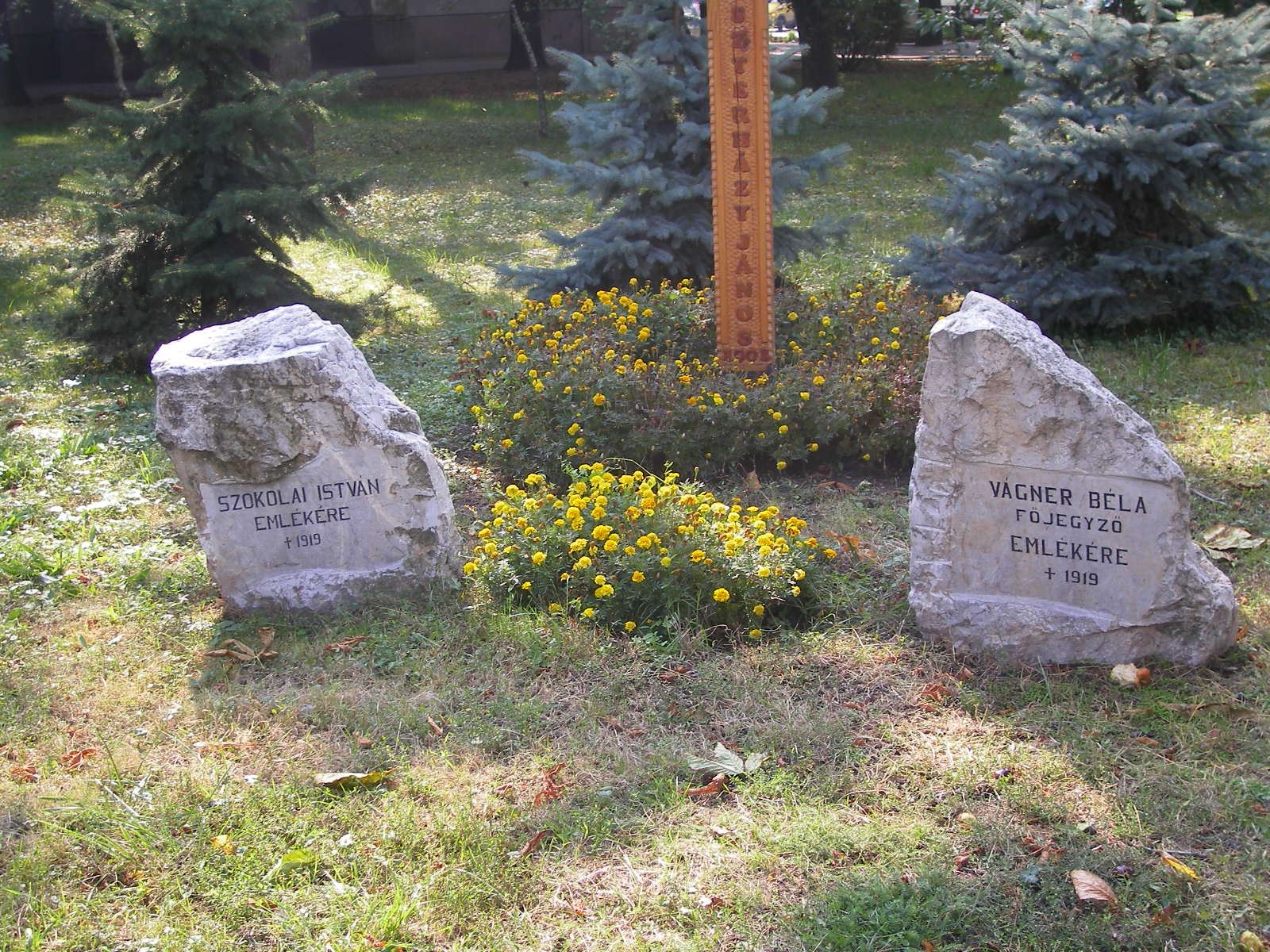
Az 1919-es mártírok emlékműve
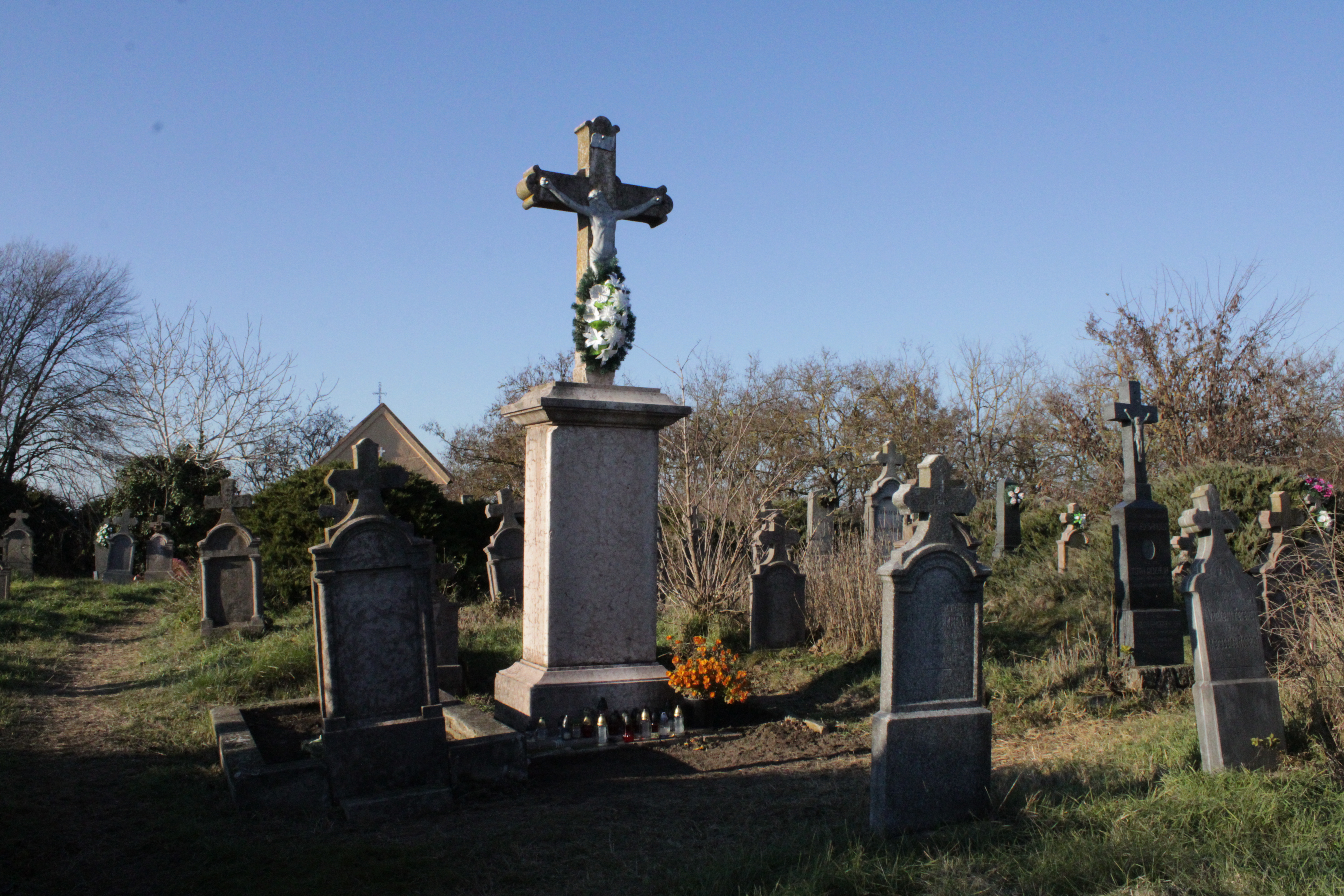
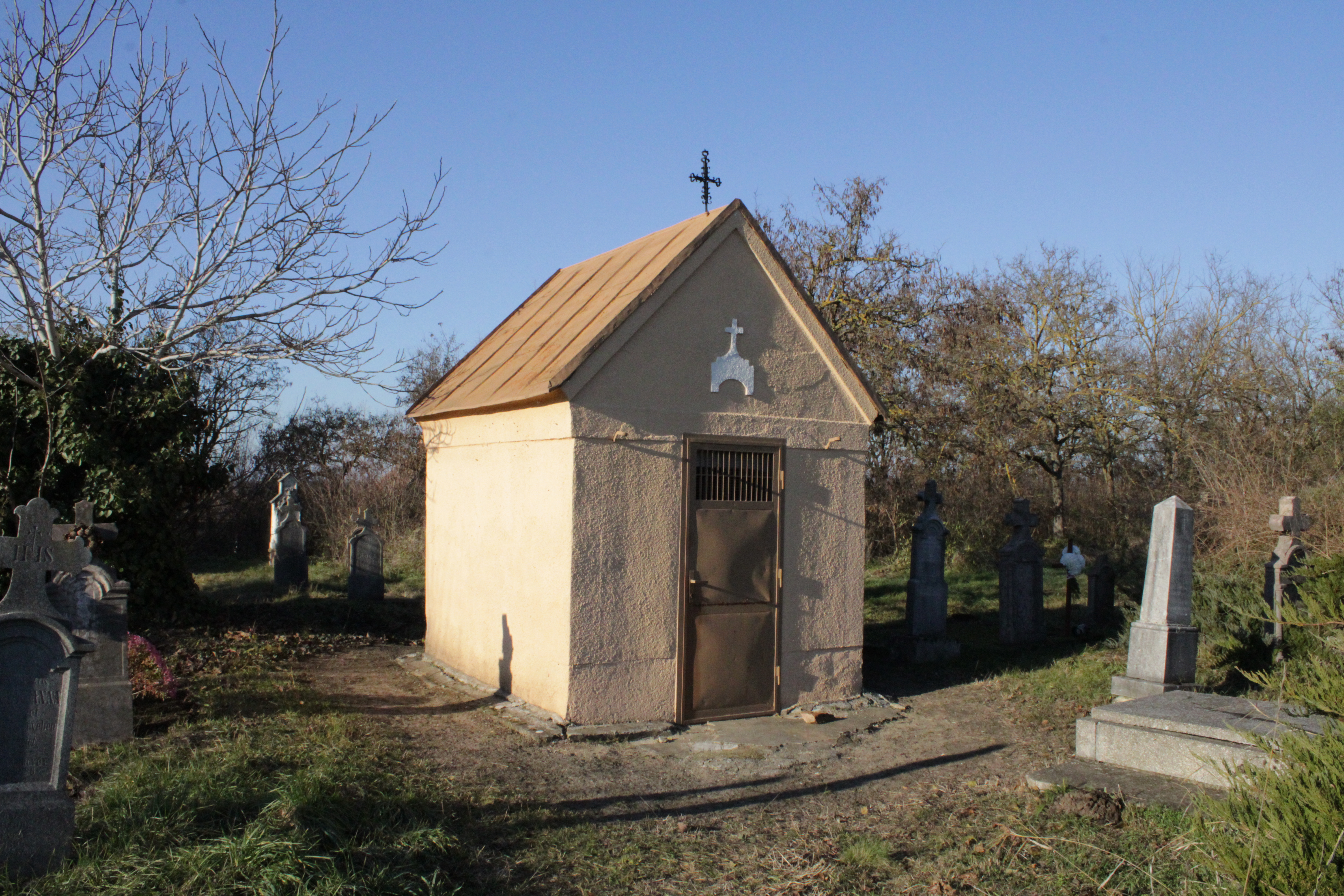
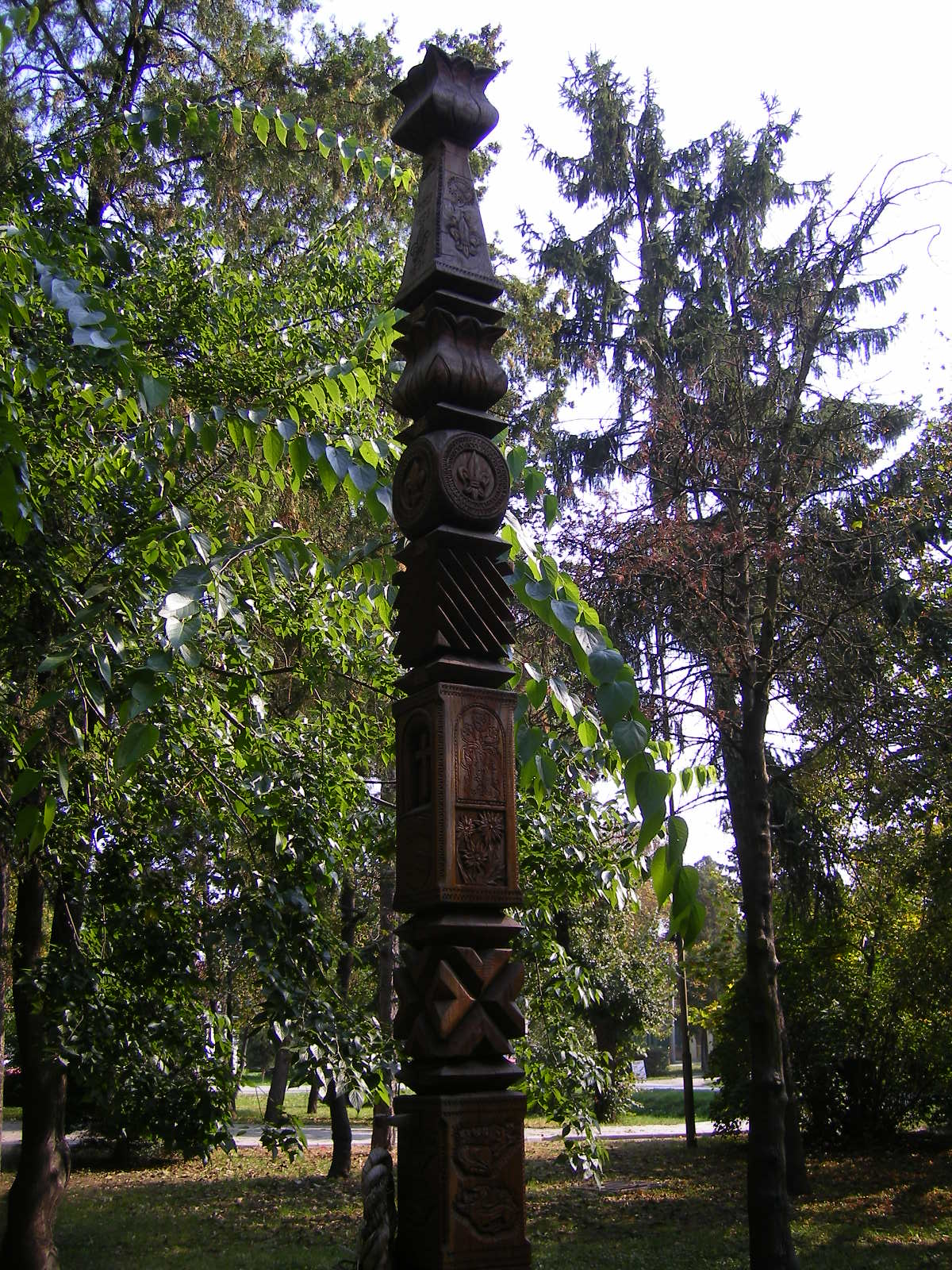
Kopjafa a parkban
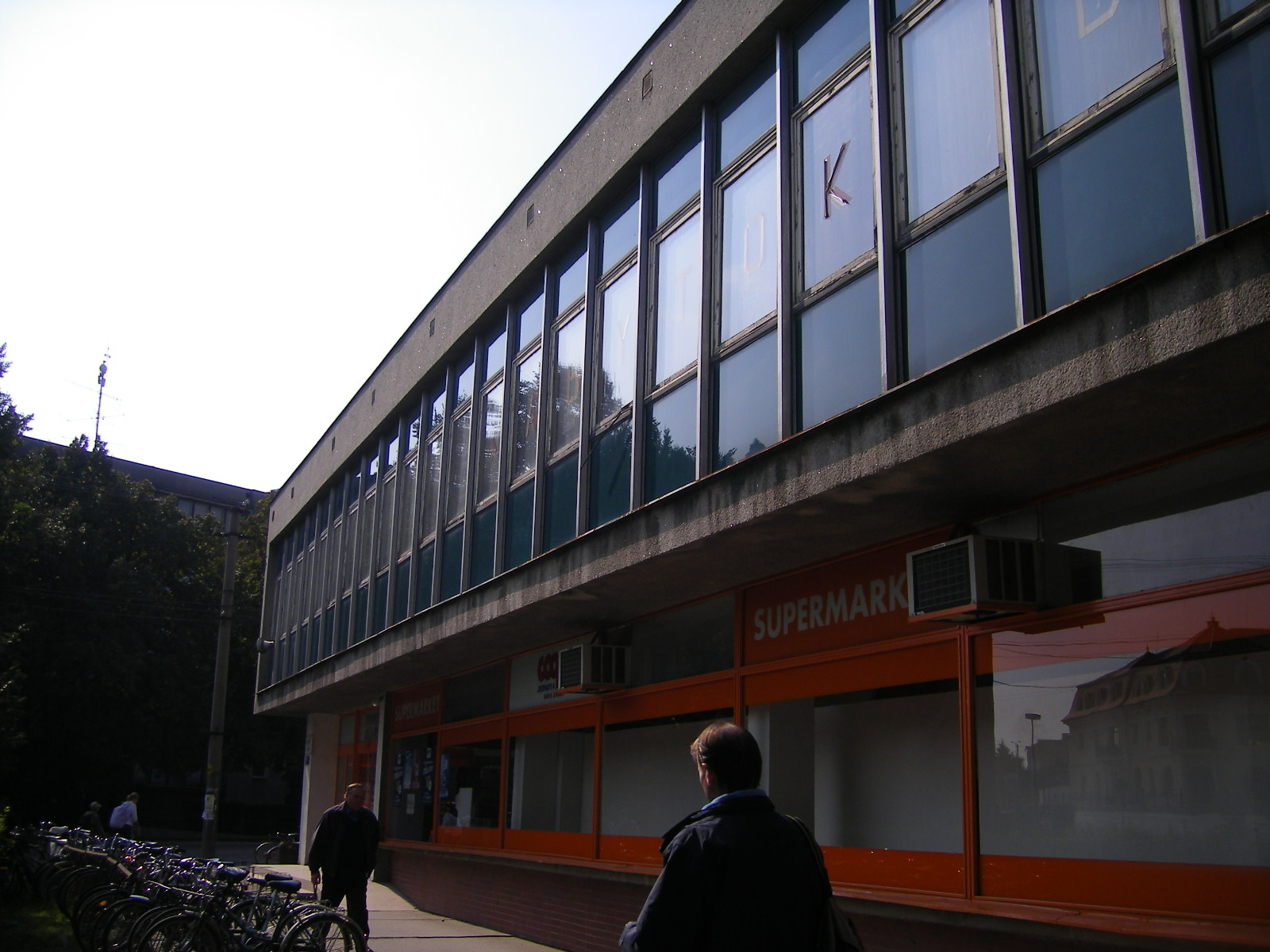
A Jednota-áruház
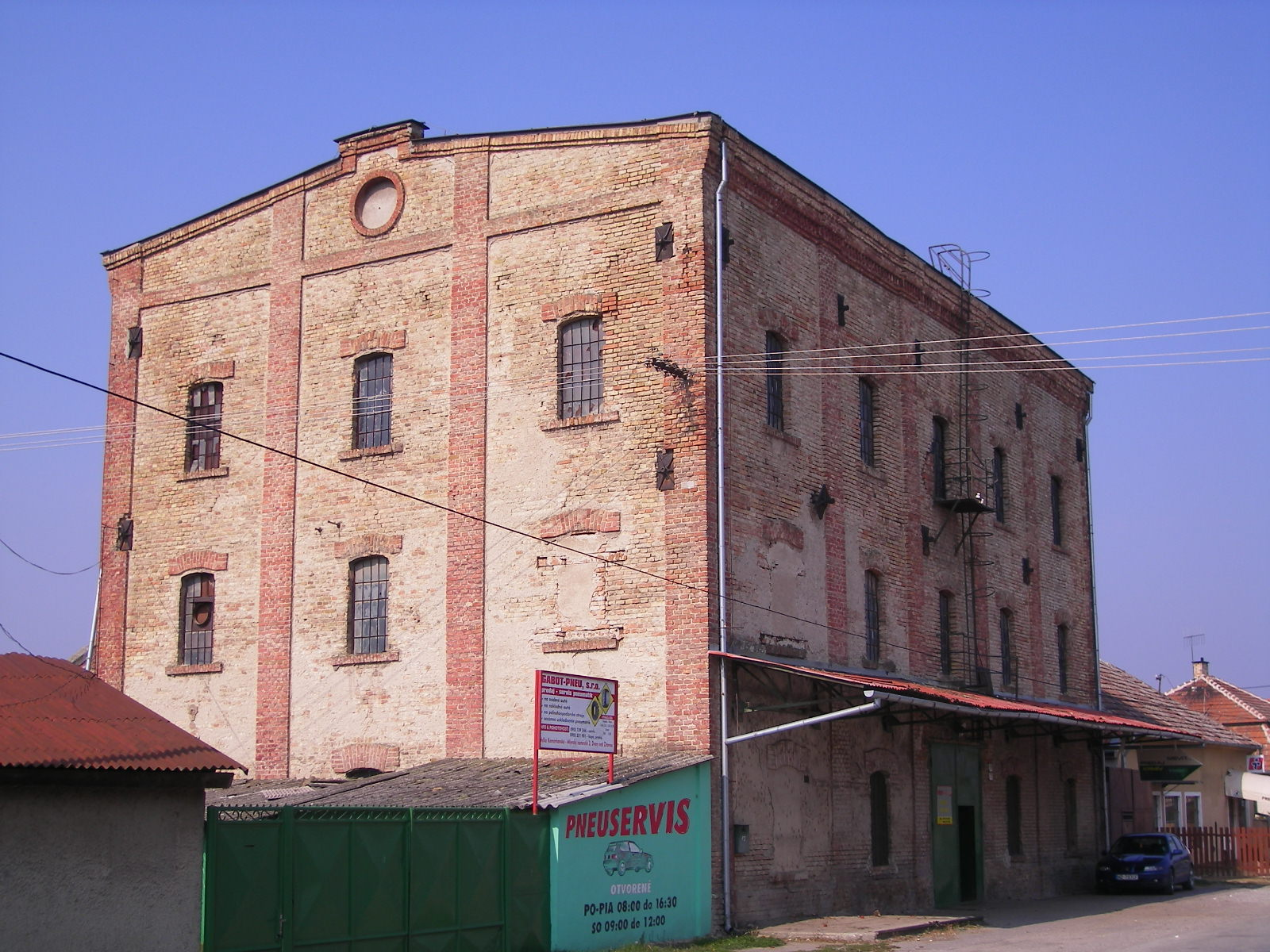
A régi malom épülete
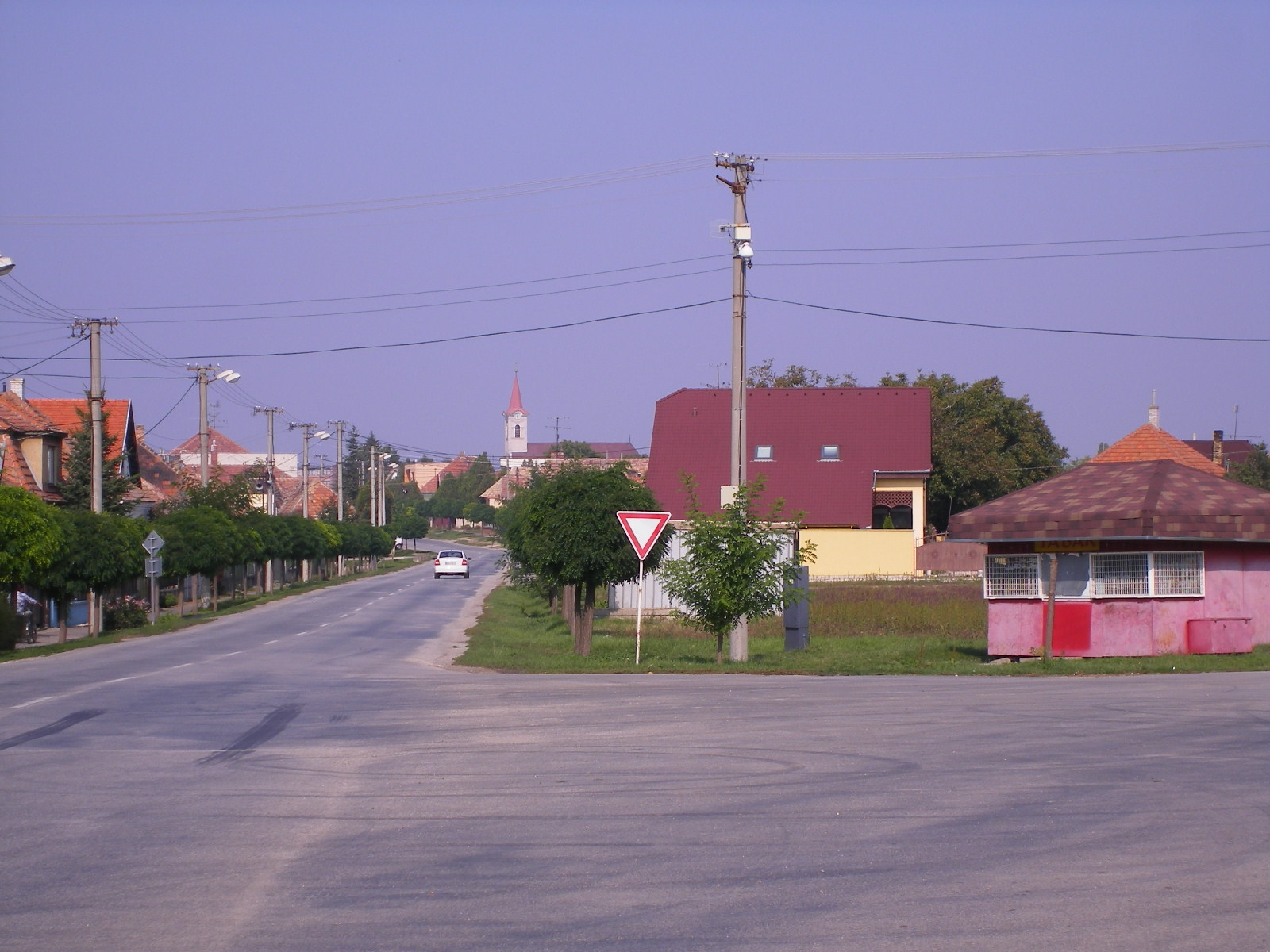
Malom-tér
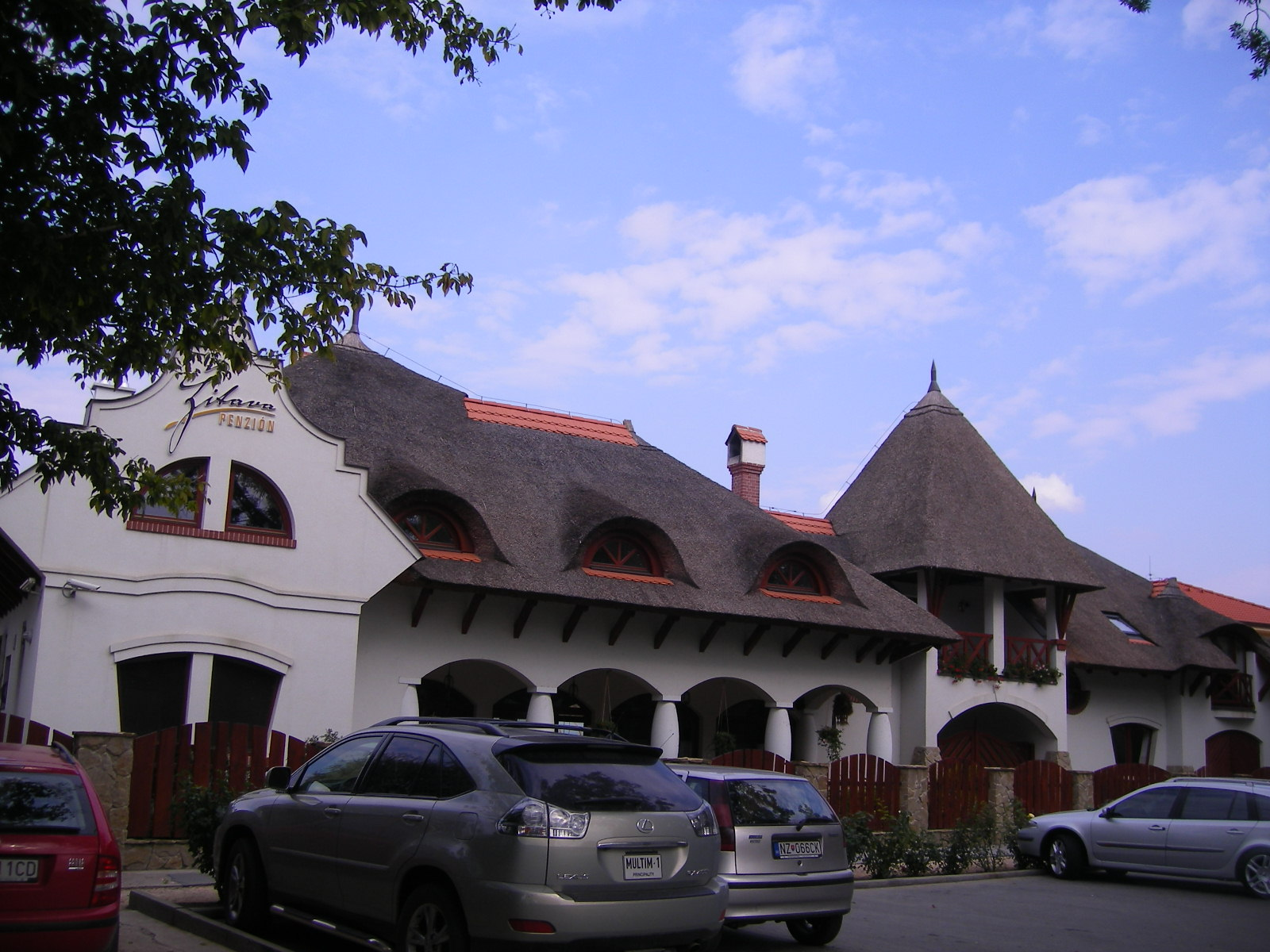
A Zsitva-panzió
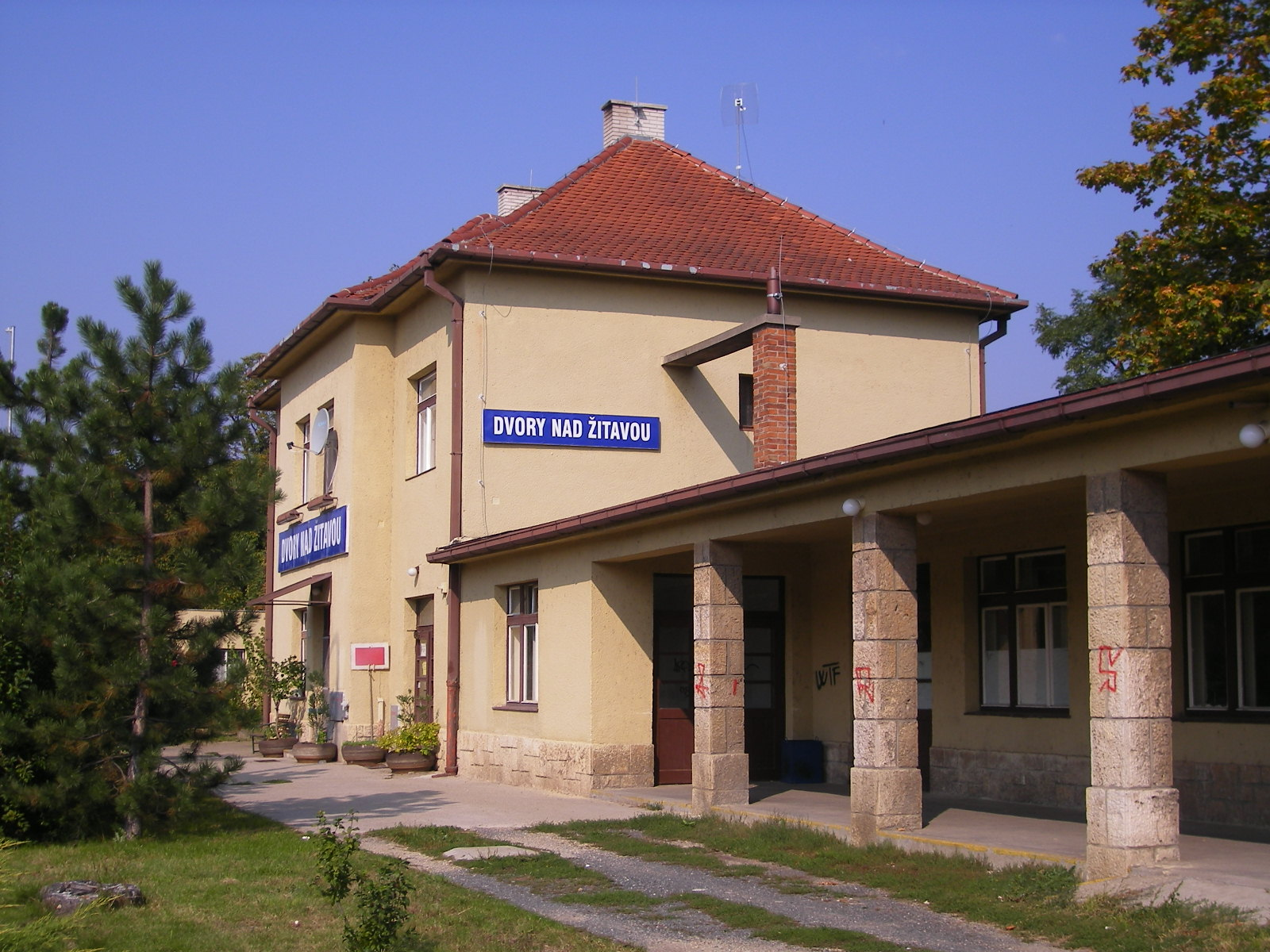
Vasútállomás
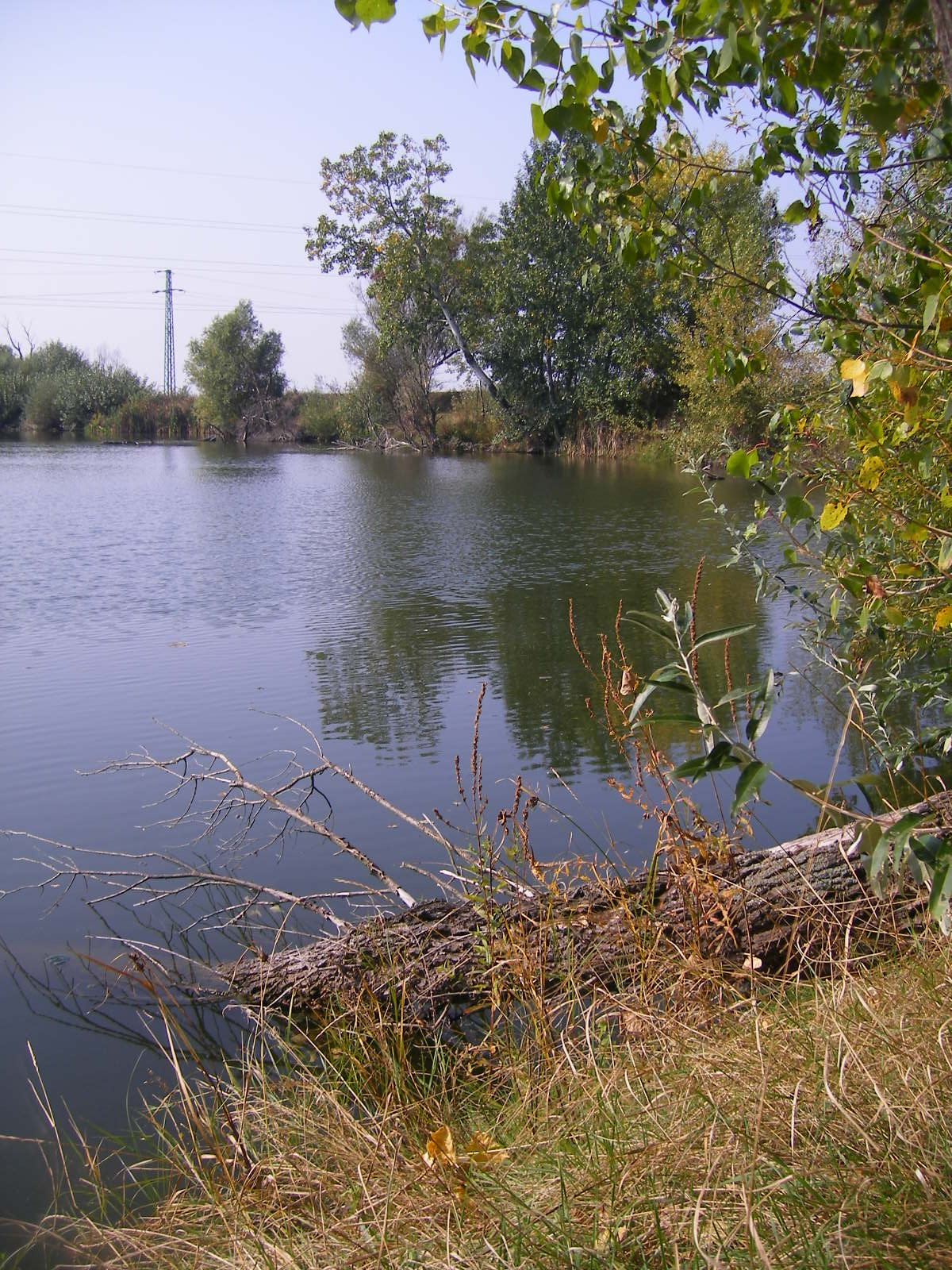
Az udvardi kavicsbányatavak egyike
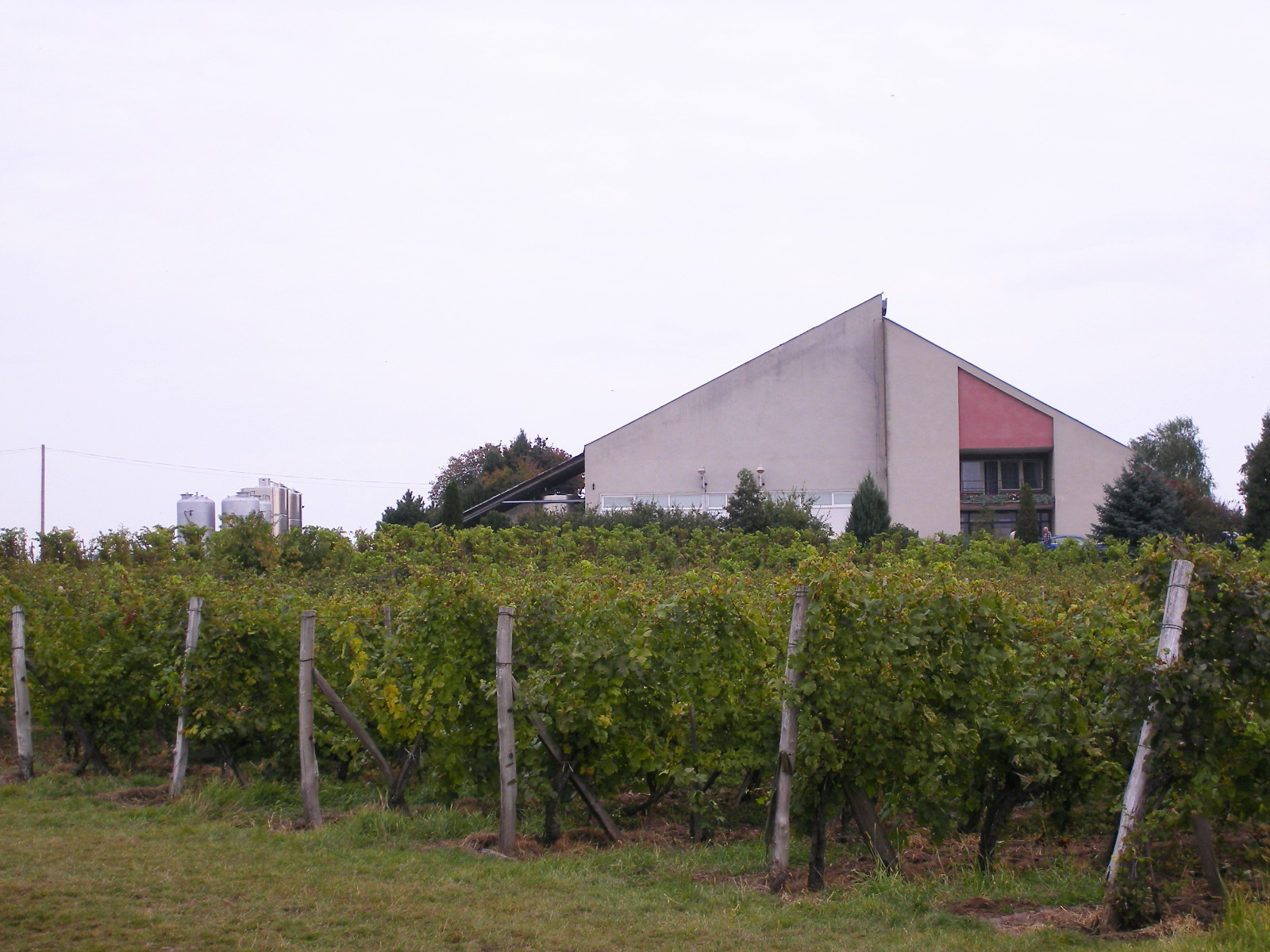
A szőlőhegyen
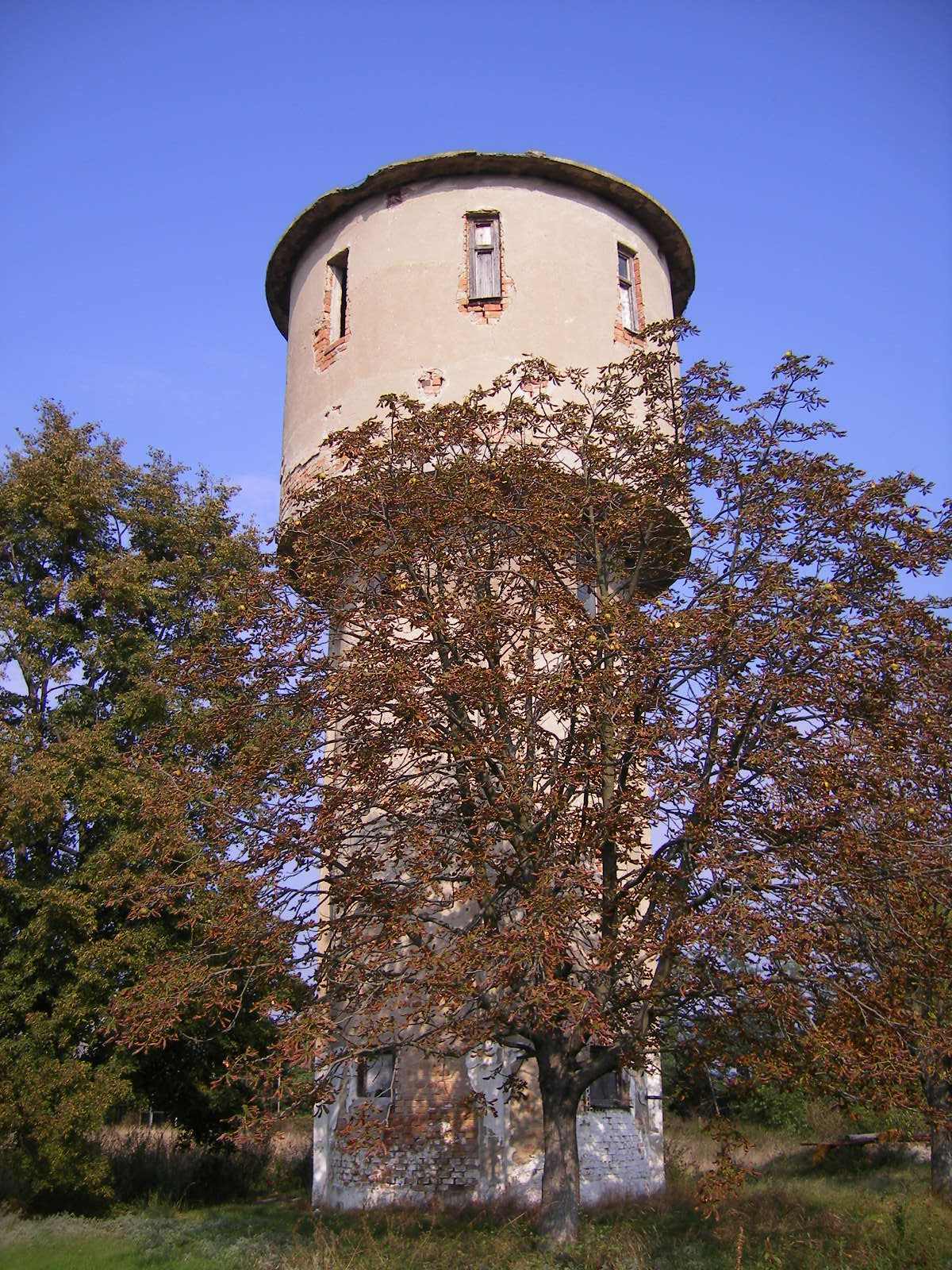
Víztorony Újtagpusztán
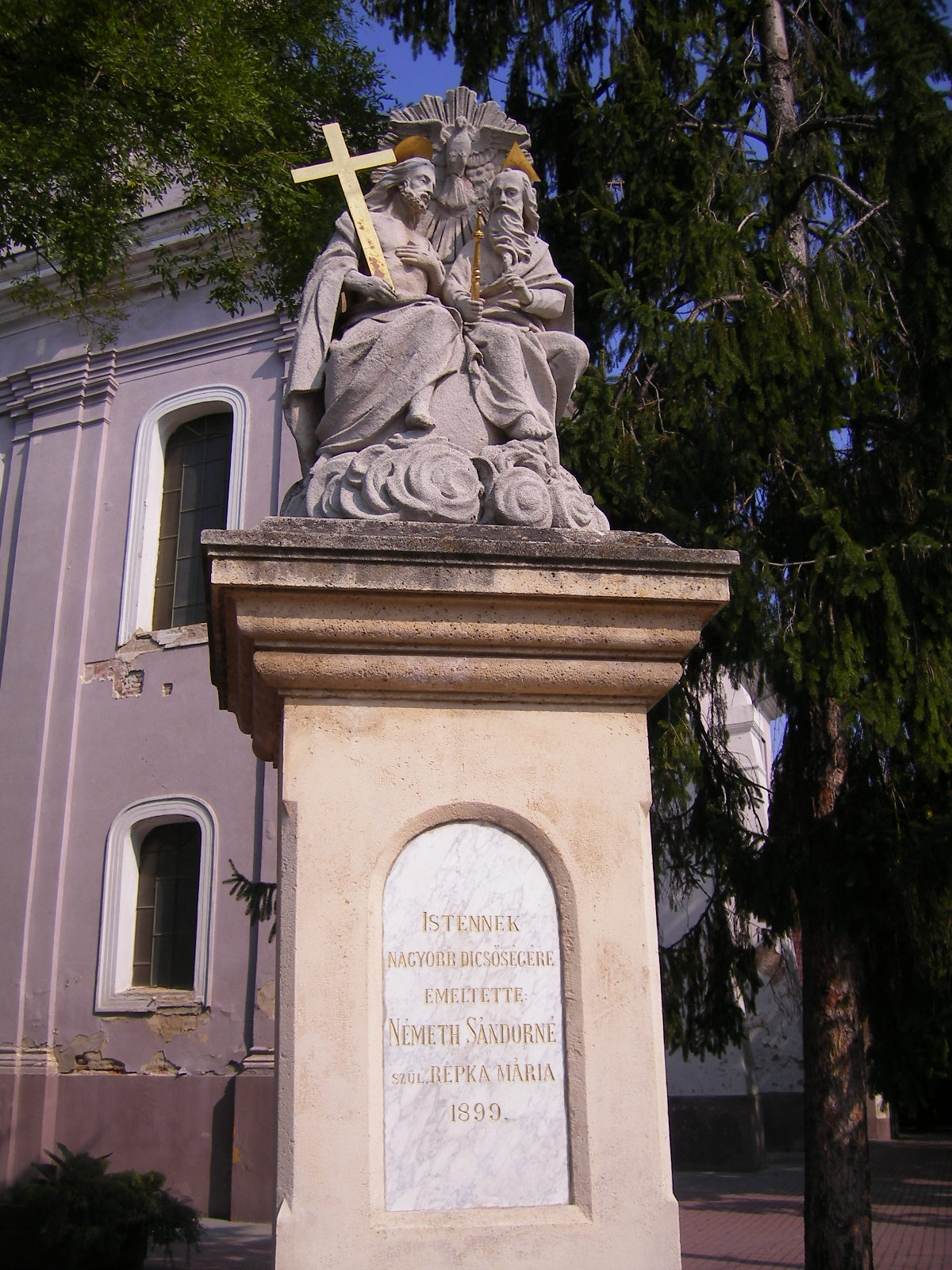
Szentháromság-szobor
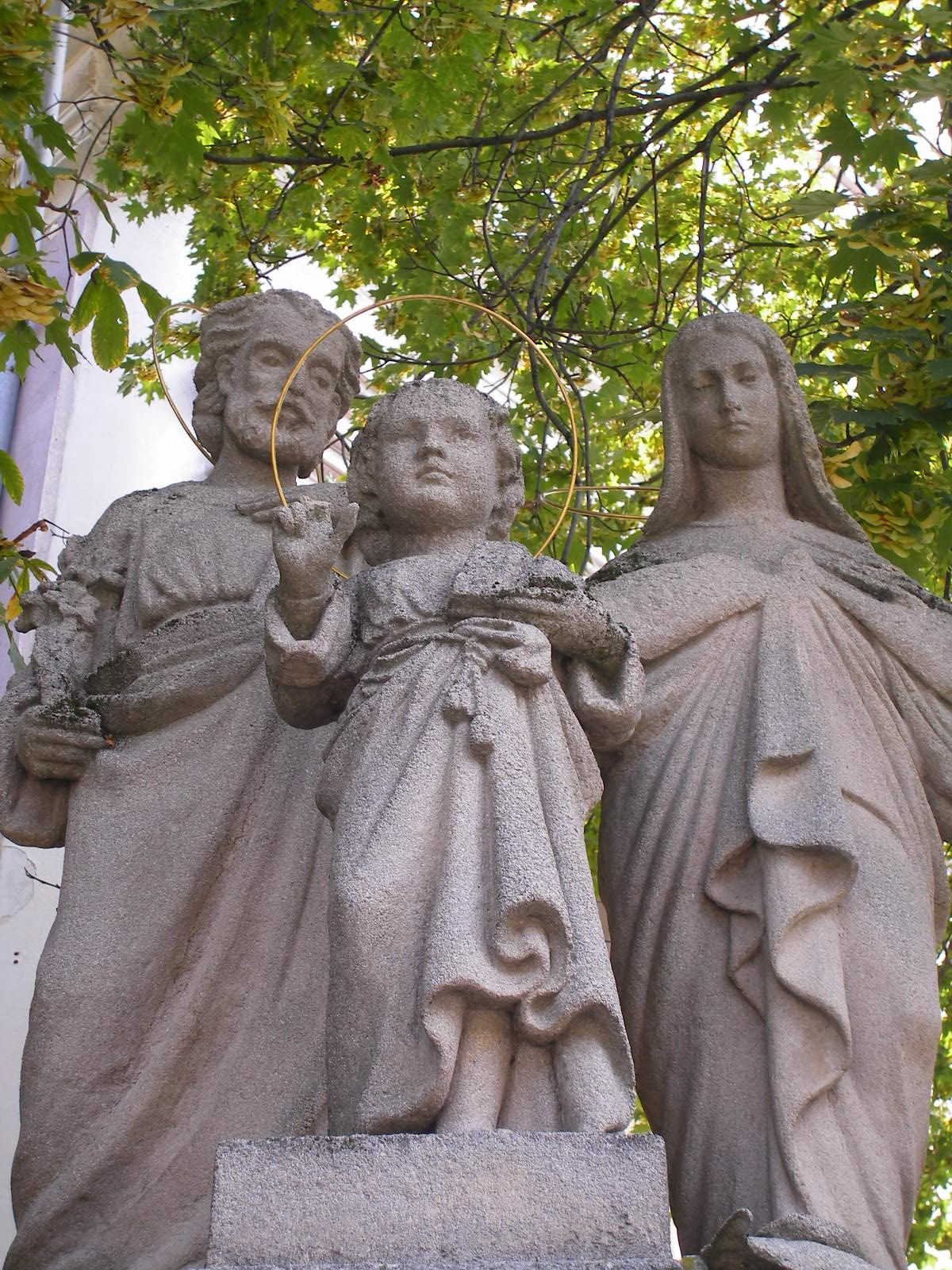
A Szent Család-szoborcsoport
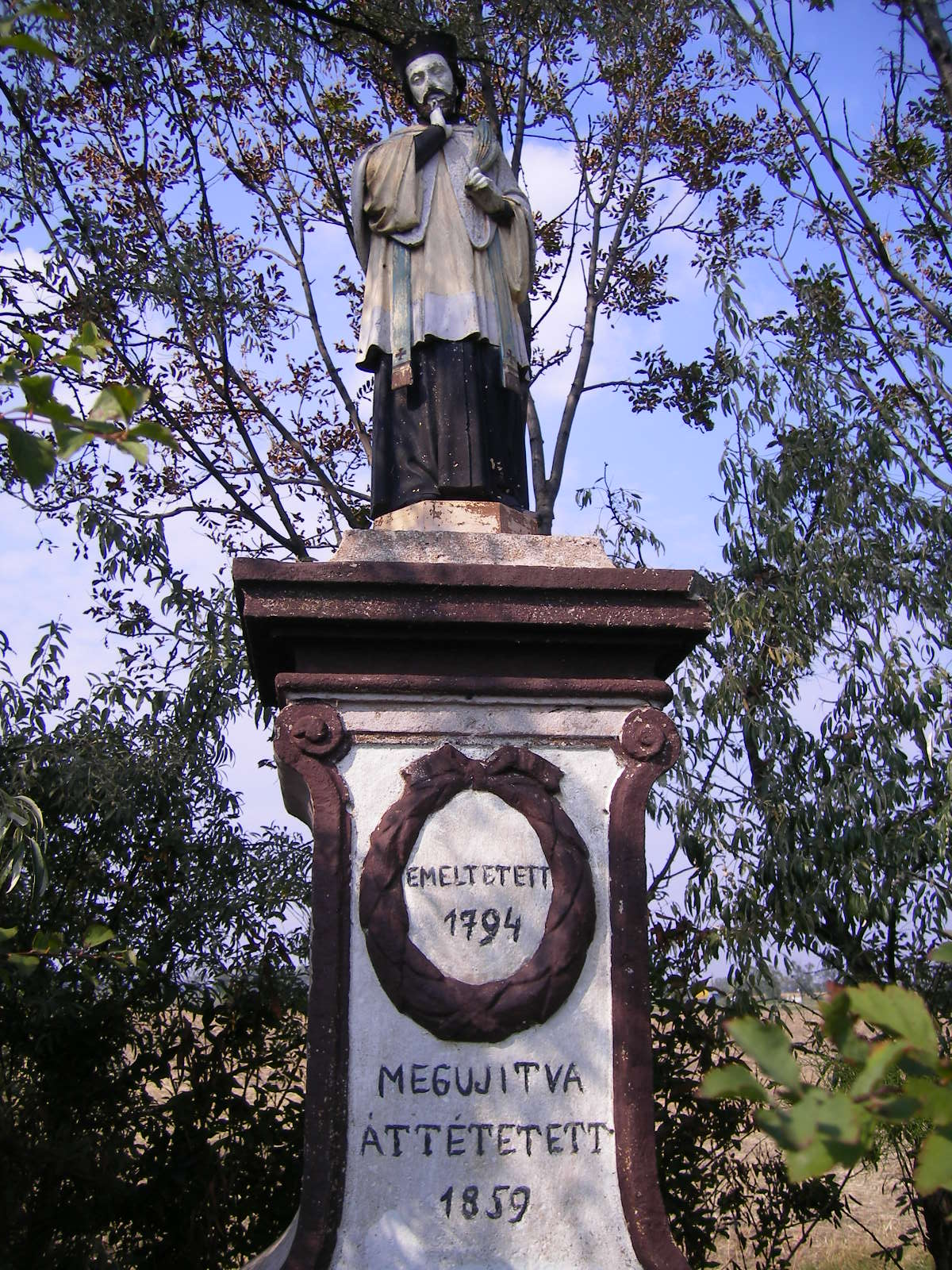
Nepomuki Szent János szobra
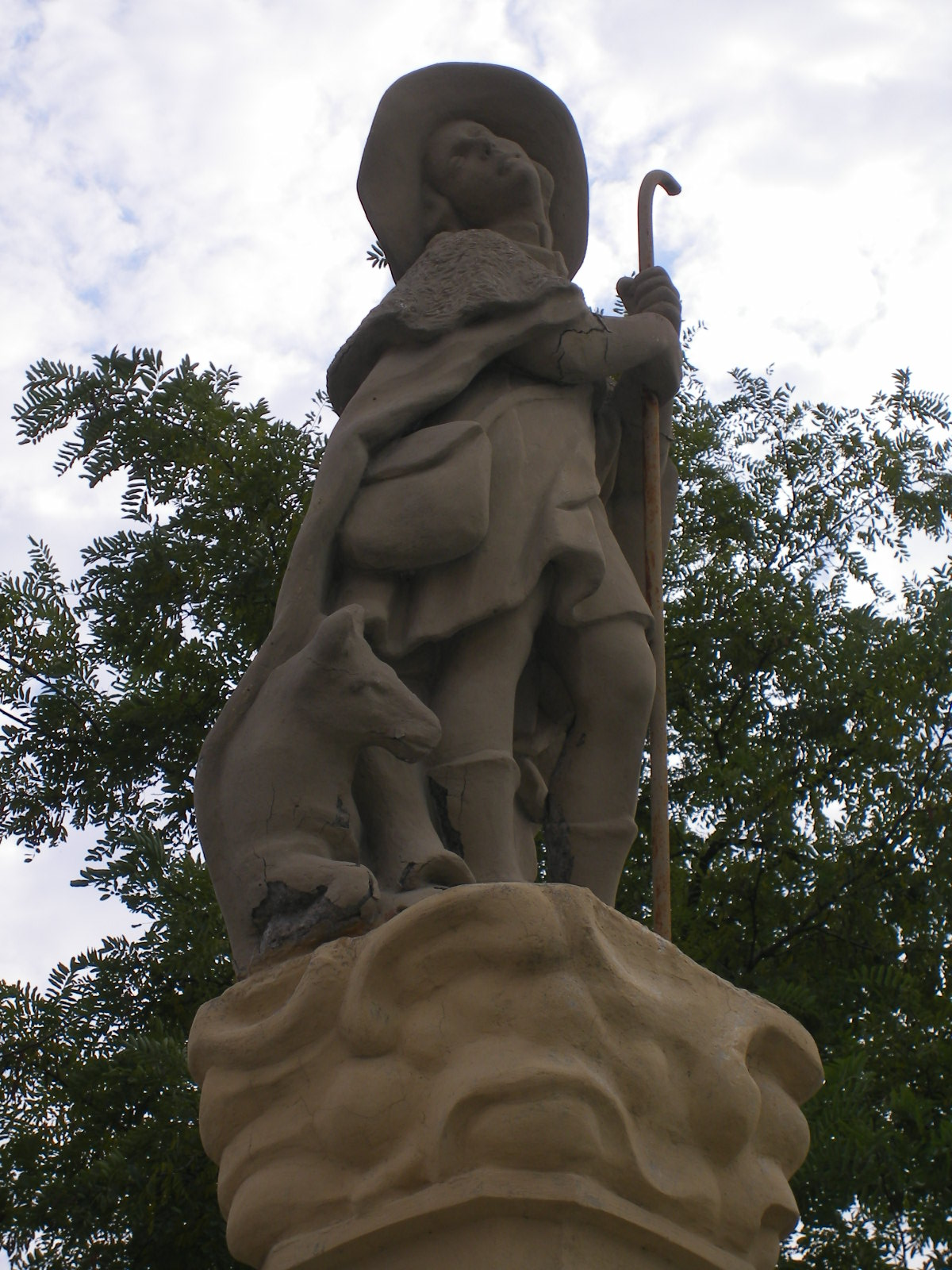
Szent Vendel szobra
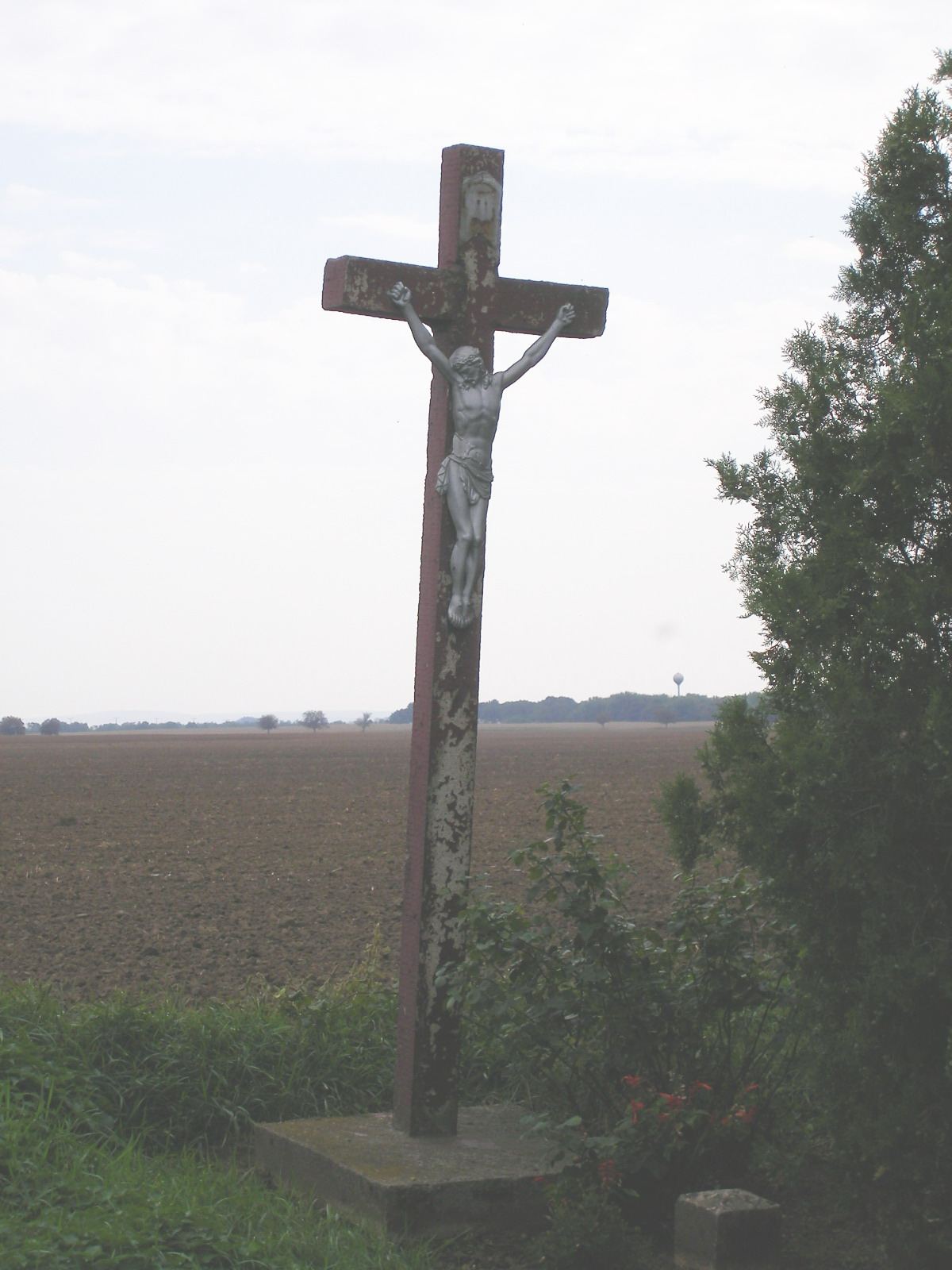
Szőlőhegyi-kereszt